# Jon Moxley
Jonathan David Good (Cincinnati, Ohio; 7 de diciembre de 1985) es un luchador profesional y actor que actualmente trabaja para All Elite Wrestling (AEW), donde compite bajo el nombre de Jon Moxley o simplemente Moxley. Además, compite esporádicamente en New Japan Pro-Wrestling. Es conocido por su trabajo en WWE, donde compitió bajo el nombre de Dean Ambrose desde 2011 hasta 2019. 
Good es 10 veces campeón mundial al haber sido una vez el Campeón Mundial Peso Pesado de FIP, dos veces el Campeón Mundial Peso Pesado de CZW, una vez el Campeón Mundial Peso Pesado de la WWE, cuatro veces el Campeón Mundial de AEW, una vez el Campeón Mundial Peso Pesado de la IWGP y una vez el Campeón Mundial de GCW.
Trabajó para varias promociones de la escena independiente bajo el nombre de 'Jon Moxley entre 2004 y 2011, incluyendo Full Impact Pro (FIP), Combat Zone Wrestling (CZW), Ring of Honor (ROH), Evolve Wrestling (EVOLVE) y Dragon Gate USA (DGUSA).
Después de firmar con WWE, Good compitió en el territorio de desarrollo de la compañía Florida Championship Wrestling y NXT Wrestling hasta 2012. Se unió al elenco principal ese mismo año como miembro de The Shield, con Roman Reigns y Seth Rollins. Ambrose ganó su primer campeonato mientras pertenecía al grupo, el Campeonato de los Estados Unidos, teniendo un reinado de 351 días, convirtiéndose así en el tercer reinado más largo en la historia del título y el más largo dentro de la WWE (quien adquirió el título al comprar las marcas registradas World Championship Wrestling en 2001).
Tras la separación de The Shield, Ambrose se convirtió dos veces Campeón Mundial Peso Pesado de la WWE, tres veces Campeón Intercontinental y dos veces Campeón en Parejas de Raw (junto con Rollins). Además, fue el ganador del Money in the Bank Ladder match en 2016 y canjeó con éxito el contrato para convertirse en Campeón Mundial Peso Pesado de la WWE por segunda ocasión, siendo esta el único reinado oficialmente reconocido por WWE. Después de ganar los Campeonatos en Parejas de Raw, Ambrose se convirtió en el vigésimo séptimo Campeón de Triple Corona y el décimo sexto (y más joven) Campeón Grand Slam, siendo el primer miembro de The Shield en haber completado ambos logros. Ambrose encabezó múltiples eventos de pago por visión para WWE.
Después de su salida de WWE, Good hizo una aparición no anunciada en el evento premier de AEW, Double or Nothing, volviendo a su nombre de competencia Jon Moxley. Pocos meses después, ganaría el Campeonato Mundial de AEW. Adicionalmente, comenzó a trabajar en NJPW y ganó el Campeonato de Estados Unidos de IWGP en su debut, convirtiéndose en el primer y, hasta el momento, único luchador en haber ganado los campeonatos de Estados Unidos de WWE y NJPW. Posteriormente, en el evento GCW War Games se convierte en Campeón Mundial de GCW. En 2023, Good se convirtió en Campeón Internacional de AEW.

## Primeros años
Jonathan David Good nació el 7 de diciembre de 1985 en Cincinnati, Ohio. Gran parte de su personalidad de lucha se basa en su propia educación en la vida real en el East End de Cincinnati, donde pasó gran parte de su infancia en viviendas públicas. Su padre, que trabajó en Indianápolis a 70 millas de distancia, estuvo ausente en la vida de Good y Good ha continuado diciendo que su mayor logro desde que se unió a la WWE fue poder comprar una casa para su madre lejos de los vecindarios difíciles de Cincinnati. Good era un ávido fanático de la lucha que idolatraba a Bret Hart cuando era niño, Good usó la lucha libre como una forma de escapar de su crianza, sumergiéndose en cintas de video de lucha y leyendo historias sobre los primeros tiempos de la lucha libre. Un año después de comenzar a entrenar como luchador, abandonó la escuela secundaria, lo que más tarde comparó con Peter Gibbons de la película Office Space.

## Carrera

### Heartland Wrestling Association (2004–2010)
Good comenzó a trabajar para Les Thatcher en la Heartland Wrestling Association (HWA) cuando era adolescente, vendió palomitas de maíz y montó el ring antes de comenzar a entrenar a la edad de 18 (Thatcher se negó a entrenar a Good hasta los 18 años) como luchador profesional con Thatcher y Cody Hawk como entrenadores. Utilizando el nombre de Jon Moxley, hizo su debut en junio de 2004. A menos de un año de su carrera, Moxley se asoció con Jimmy Turner bajo el nombre en conjunto de Necessary Roughness; y el 11 de mayo de 2005 derrotaron al equipo de Extreme Desire (Mike Desire & Tack) para ganar los Campeonatos en Parejas de HWA. Después de que Ala Hussein y Quinten Lee, quienes integraron el equipo de Foreign Intelligence, derrotaran a Necessary Roughness para ganar los títulos, Moxley comenzó a trabajar en equipo con Ric Byrne, siendo conocidos como Heartland Foundation. El equipo derrotó a Foreign Intelligence para ganar los campeonatos el 19 de agosto, pero fueron despojados de los títulos por razones desconocidas el mismo día.

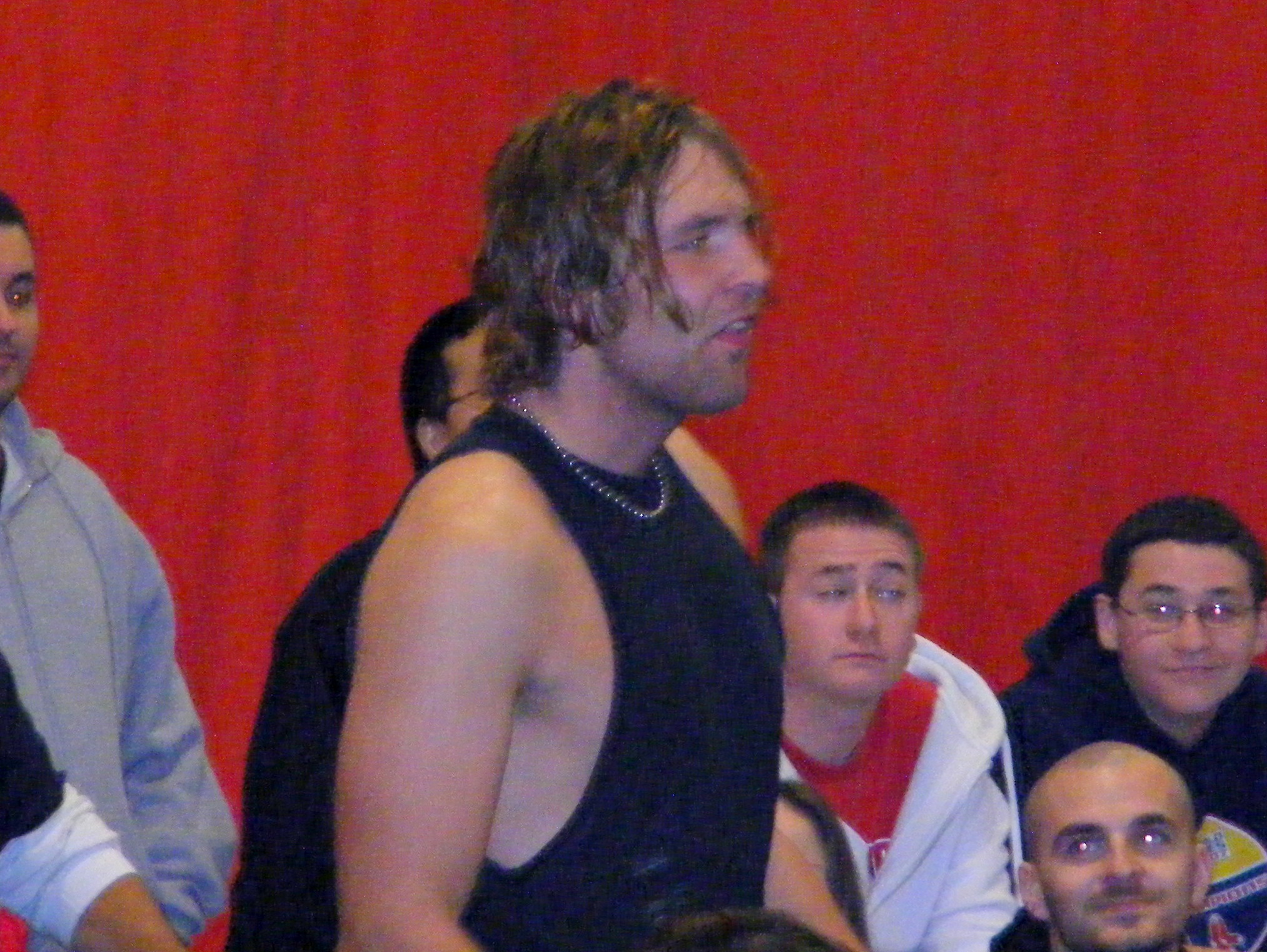
Moxley en el circuito independiente en 2010.

En 2006, Moxley comenzó a pedir luchas por el Campeonato Peso Pesado de HWA y formó un grupo llamado The Crew, el cual con el tiempo tuvo luchadores como Sami Callihan, Dick Rick, Eric Darkside y Pepper Parks. El 9 de mayo de 2006, Moxley derrotó a Parks para ganar el Campeonato Peso Pesado de HWA y mantuvo el título por más de cuatro meses hasta que lo perdió ante Chad Collyer el 12 de septiembre. Moxley recuperó el título el 30 de diciembre al derrotar a Parks, pero lo perdió el 2 de enero de 2007 ante Brian Jennings.
Moxley volvió a luchar por equipos cuando se asoció con su exentrenador Cody Hawk. El 12 de junio, Moxley & Hawk derrotaron a Tack & Tarek the Legend para ganar los Campeonatos en Parejas de HWA. Sin embargo, el reinado de Moxley y Hawk duró solamente cuatro días, cuando Andre Heart y Richard Phillips, conocidos colectivamente como GP Code, los derrotaron para ganar los títulos. Moxley continuó luchando en la división por equipos durante el resto de 2007 hasta principios de 2010.
En 2009, Moxley comenzó a asociarse con su rival King Vu en un equipo conocido como Royal Violence. Capturaron los Campeonatos en Parejas de HWA dos veces mientras formaban equipo. La primera vez que capturaron los títulos fue el 14 de octubre, cuando derrotaron a Kosher Klub. Mantuvieron los títulos hasta el 2 de diciembre, cuando fueron derrotados por The Irish Airborne (Dave y Jake Crist), pero los recuperaron el 19 de diciembre.
Si bien todavía era la mitad del equipo Campeón en Parejas de HWA con King Vu, Moxley capturó el Campeonato Peso Pesado HWA por tercera vez. El 6 de enero de 2010, tuvo éxito en su captura del título "Pick Your Poison" contra Aaron Williams. Luego de eso, King Vu traicionó a Moxley, lo que les costó los Campeonatos en Parejas de HWA. El 24 de febrero, The Noble Bloods (Lord Matthew Taylor y Sir Chadwick Cruise) derrotaron a Royal Violence en una lucha por los títulos. El 14 de julio, Moxley perdió el Campeonato Peso Pesado HWA ante Gerome Phillips.

### Insanity Pro Wrestling (2007–2011)
Después de la exitosa defensa de Moxley del Campeonato Mundial Peso Pesado de IPW contra Aaron Williams en IPW Desperate Measures el 5 de junio de 2010, Jimmy Jacobs atacó a Moxley causando que los demás luchadores de la compañía salieran y los separaran a ambos. Moxley se preguntó por qué Jacobs lo atacó, y luego ambos tuvieron una guerra de palabras tras bastidores. El 21 de agosto en el IX Aniversario de IPW: Reign of the Insane, Moxley derrotó a Jacobs para retener exitosamente el título. El 2 de octubre en Shocktoberfest, Moxley derrotó a Drake Younger en un Three Stages of Insanity match para retener con éxito el campeonato. El 1 de enero de 2011 en Showdown en Naptown, Moxley perdió el título ante Jimmy Jacobs en un Dog Collar match debido a la suspensión del árbitro.

### Combat Zone Wrestling (2009–2011)

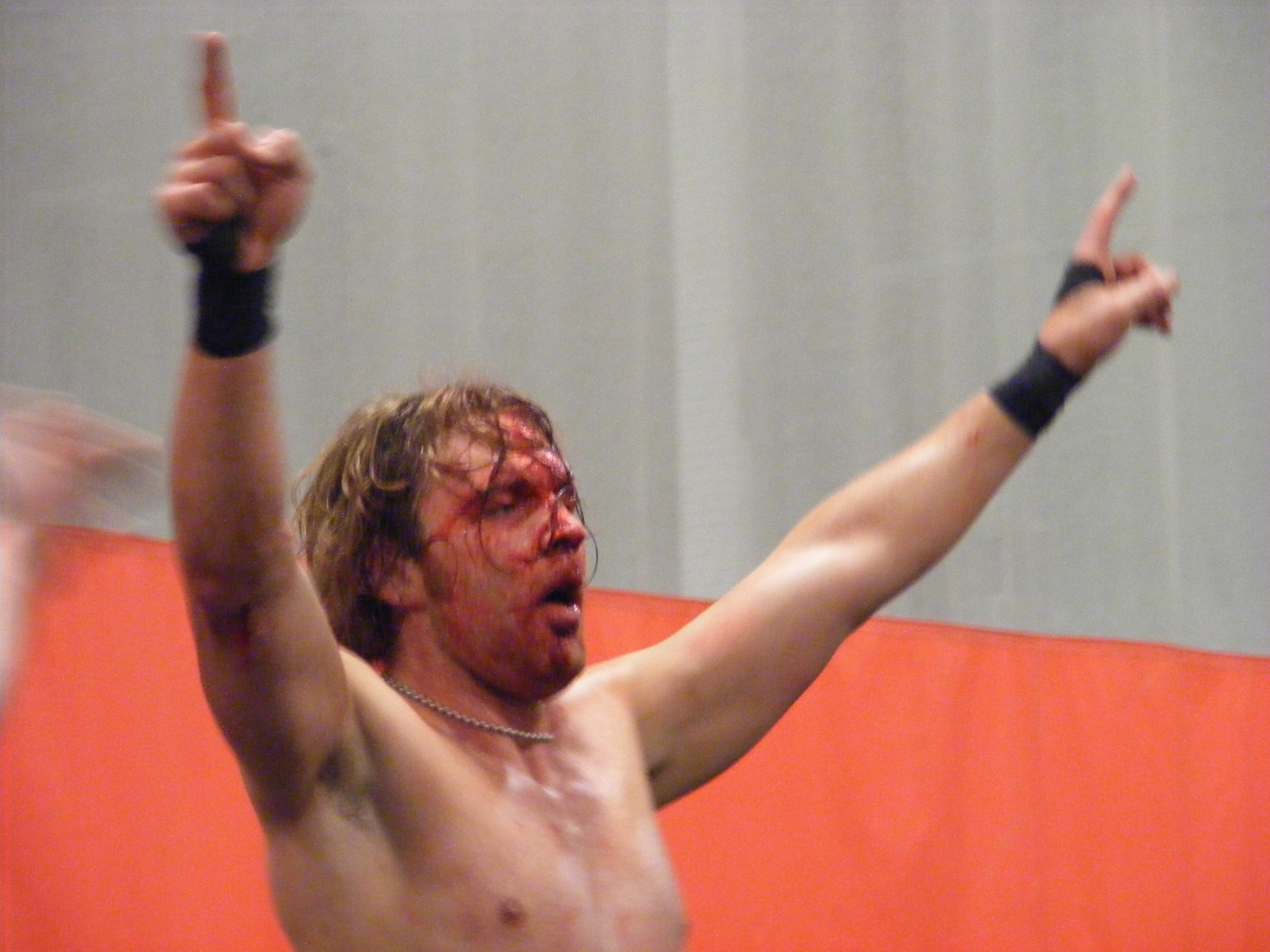
Moxley después de defender el Campeonato Mundial Peso Pesado de CZW ante Nick Gage en 2010.

El 6 de junio de 2009, Moxley participó en el Torneo de la Muerte VIII de Combat Zone Wrestling (CZW). En la primera ronda, Moxley derrotó a Brain Damage en un Death Party match, pero perdió en las semifinales contra Nick "F'N" Gage en un Triple Threat Fans Bring the Weapons match, el cual también incluyó a Scotty Vortekz. El 25 de octubre, Moxley participó en el CZW Tournament of Death: Rewind y en la primera ronda se enfrentó a Thumbtack Jack en un Dog Collar match, en el cual fue derrotado.
En el show del undécimo aniversario de CZW el 12 de febrero de 2010, Moxley derrotó a B-Boy para ganar el Campeonato Mundial Peso Pesado de CZW. El 8 de agosto, Moxley perdió el título ante Nick Gage en un Ultraviolent Triple Threat dance en el que también participó Drake Younger. El 14 de agosto, Moxley recuperó el campeonato tras derrotar a Gage en un Triple Threat dance en el que también participó Egotistico Fantástico. En el espectáculo del duodécimo aniversario de CZW el 12 de febrero de 2011, Moxley perdió el título ante Robert Anthony.

### Dragon Gate USA (2009–2011)
Moxley comenzó a trabajar para Dragon Gate USA (DGUSA) en 2009 y el 28 de noviembre derrotó a B-Boy en un dark match. Moxley continuó trabajando para Dragon Gate USA en 2010 y el 23 de enero derrotó a Darin Corbin en un dark match. Más tarde esa noche, atacó a Lacey hasta que Tommy Dreamer apareció para salvarlo. Luego de eso, Moxley se asoció con The Brian Kendrick el 26 de marzo en un combate contra Paul London & Jimmy Jacobs, en el cual salieron victoriosos. Tras la lucha, Kendrick y London atacaron a Moxley y atravesaron una mesa con su cuerpo. El 27 de marzo, Moxley tuvo su primer combate en pago por evento con Dragon Gate USA en Phoenix, Arizona, enfrentándose a Dreamer en un Hardcore match grabado para Mercury Rising, el cual Moxley ganó. En las grabaciones del evento Uprising del 8 de mayo en Mississauga, Ontario, Canadá, Moxley sufrió una lesión en la que su pezón izquierdo estuvo a punto de cortarse durante un combate contra Jimmy Jacobs.
El 7 de enero de 2011 en Freedom Fight, Moxley & Akira Tozawa fueron derrotados por Homicide & BxB Hulk.

### Otras promociones (2007-2011)
Moxley compitió en dos combates para Ring of Honor (ROH) en 2007. El 23 de febrero, Moxley se asoció con Alex Payne para enfrentarse a Bobby Dempsey & Rhett Titus en un dark match, siendo derrotados. El 22 de junio, Moxley fue derrotado por Mitch Franklin en otro dark match.
En el evento Southern Stampede de Full Impact Pro (FIP) el 17 de abril de 2010, Moxley derrotó a Roderick Strong para ganar el vacante Campeonato Mundial Peso Pesado de FIP. El 7 de agosto en Cage Of Pain III, Moxley derrotó a Bruce Santee para retener el título.
Moxley hizo su debut en la promoción independiente Evolve en el evento Evolve 3: Rise or Fall el 1 de mayo de 2010, siendo derrotado por Drake Younger. El 23 de julio, Moxley se enfrentó a Brodie Lee en una lucha que terminó en doble descalificación en el evento Evolve 4: Danielson vs Fish. En Evolve 6: Aries vs. Taylor el 10 de noviembre, Moxley derrotó a Homicide en un Relaxed Rules match después de que el árbitro mandara sonar la campana. El 19 de abril de 2011, Moxley tuvo su lucha de despedida en Evolve, enfrentándose a Austin Aries en una lucha donde fue derrotado.
Moxley hizo su debut para Jersey All Pro Wrestling (JAPW) el 23 de octubre de 2010 en Halloween Hell, en donde derrotó a Devon Moore. El 5 de febrero de 2011, JAPW debutó en South River, Nueva Jersey, y Moxley se convirtió en un miembro más de United States Death Machine.

### World Wrestling Entertainment/WWE (2011–2019)

#### Florida Championship Wrestling (2011–2012)
El 4 de abril de 2011 se confirmó que Good había firmado un contrato de desarrollo con la World Wrestling Entertainment (WWE) y Dragon Gate USA concedió su liberación de la promoción. Good había aparecido previamente para la empresa como Jon Moxley el 20 de enero de 2006, cuando se asoció con Brad Attitude en una derrota ante MNM en un combate grabado para Velocity. El 27 de mayo, se unió al territorio de desarrollo de WWE, Florida Championship Wrestling (FCW), bajo el nombre Dean Ambrose.

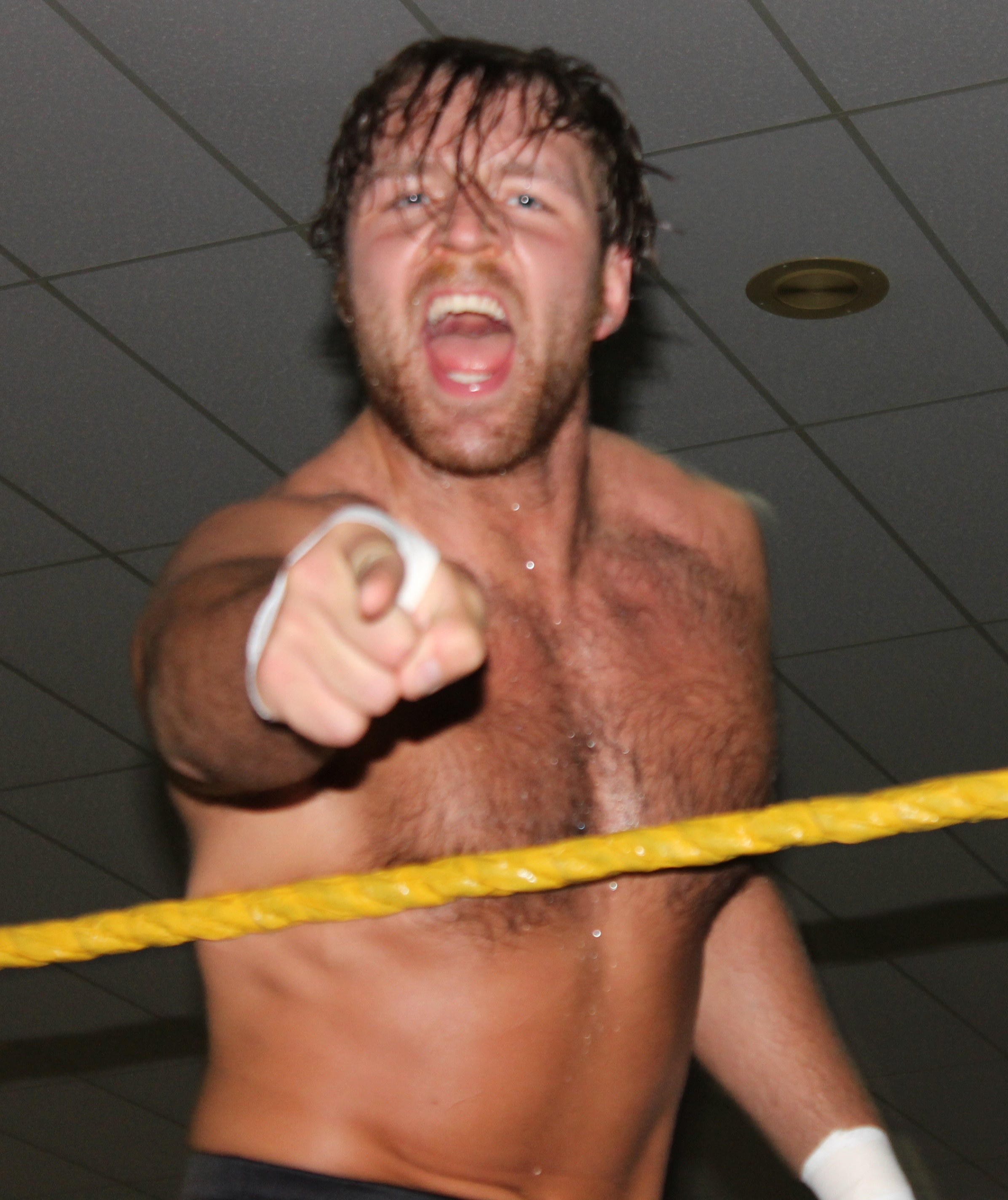
Ambrose gritándole a los fanáticos durante un evento de NXT en octubre de 2012.

Ambrose hizo su debut televisivo en el episodio del 3 de julio de FCW, donde desafió a Seth Rollins, otro luchador independiente prominente. Ambrose y Rollins tuvieron su primer combate por el Campeonato 15 de FCW en un 15-Minutes Iron Man match en el episodio del 14 de agosto de FCW, el cual terminó en un empate sin que ninguno de los hombres marcara una caída, por lo que Rollins retuvo el título. Una posterior revancha de un 20-Minutes Iron Man match por el título se llevó a cabo dos semanas más tarde, pero el resultado fue similar al primer combate. Una segunda revancha de un 30-Minutes Iron Man match por el campeonato se realizó en el episodio del 18 de septiembre de FCW; debido a que el marcador quedó en 2-2, el combate fue enviado a una muerte súbita, donde Rollins hizo un pinfall para ganar la lucha con un marcador de 3-2. Cabe destacar que un episodio completo de FCW fue dedicó a promocionar y mostrar el tercer combate entre Ambrose y Rollins. Ambrose finalmente venció a Rollins en una lucha no titular en la primera ronda del torneo Super Eight por el Campeonato Peso Pesado de Florida de FCW. Sin embargo, Ambrose no tuvo éxito en la final del torneo ya que Leo Kruger se llevó la victoria en un Fatal 4-Way macth. Luego, Ambrose le costó a Rollins el título durante una lucha contra Damien Sandow al atacar a este, causando la descalificación de Rollins. Después de eso, Ambrose desafió sin éxito a Sandow a una lucha por el campeonato, antes de que Leakee derrotara a Ambrose y Rollins en un Triple Threat match para determinar el contendiente #1 por el Campeonato Peso Pesado de Florida de FCW.
En un house show de FCW el 21 de octubre, Ambrose desafió a un combate al luchador de WWE CM Punk, quien estaba haciendo una aparición especial, por quien fue derrotado en la lucha en 30 minutos, pero luego fue felicitado por Punk. Sin embargo, Ambrose atacó a Punk por la espalda minutos después, lo que causó que se enfrentara al comentarista William Regal en el episodio del 6 de noviembre de FCW, en donde Regal inmovilizó a Ambrose para ganar la lucha. Después de su derrota ante Regal, Ambrose se obsesionó con querer una revancha y se burló regularmente de Regal usando sus movimientos finales para ganar sus luchas. Ambrose comenzó a aparecer en los house shows de WWE en diciembre de 2011. El Wrestlemania XXVIII Axxess, Dean tuvo una confrontación verbal con el veterano luchador violento, Mick Foley, alegando que Foley necesitaba rendir cuentas por conducir a una generación por mal camino. Ambrose continuó con sus ataques verbales hacia Foley a través de Twitter y WWE reaccionó al "enviar a Ambrose a casa" durante las grabaciones de SmackDown. Posteriormente, Ambrose desafió a su rival de siempre, Seth Rollins, a una lucha por el Campeonato Peso Pesado de Florida de la FCW el 24 de junio, pero Rollins lo derrotó. Ambrose finalmente tuvo su revancha contra Regal en el episodio final de FCW el 15 de julio, pero la lucha terminó sin resultado ya que Regal no pudo seguir después de que recibiera un rodillazo de Ambrose directo a su cabeza, impactando ésta con un esquinero descubierto, causándole un sangrado importante en el oído. Después de la lucha, Regal le aplaudió a Ambrose y le permitió utilizar su Knee trembler contra él, por lo que los demás luchadores entraron al ring para separar a Ambrose de un caído Regal mientras los comentaristas se preguntaban si era posible que Regal volviera a pelear otra vez.

#### 2012–2013

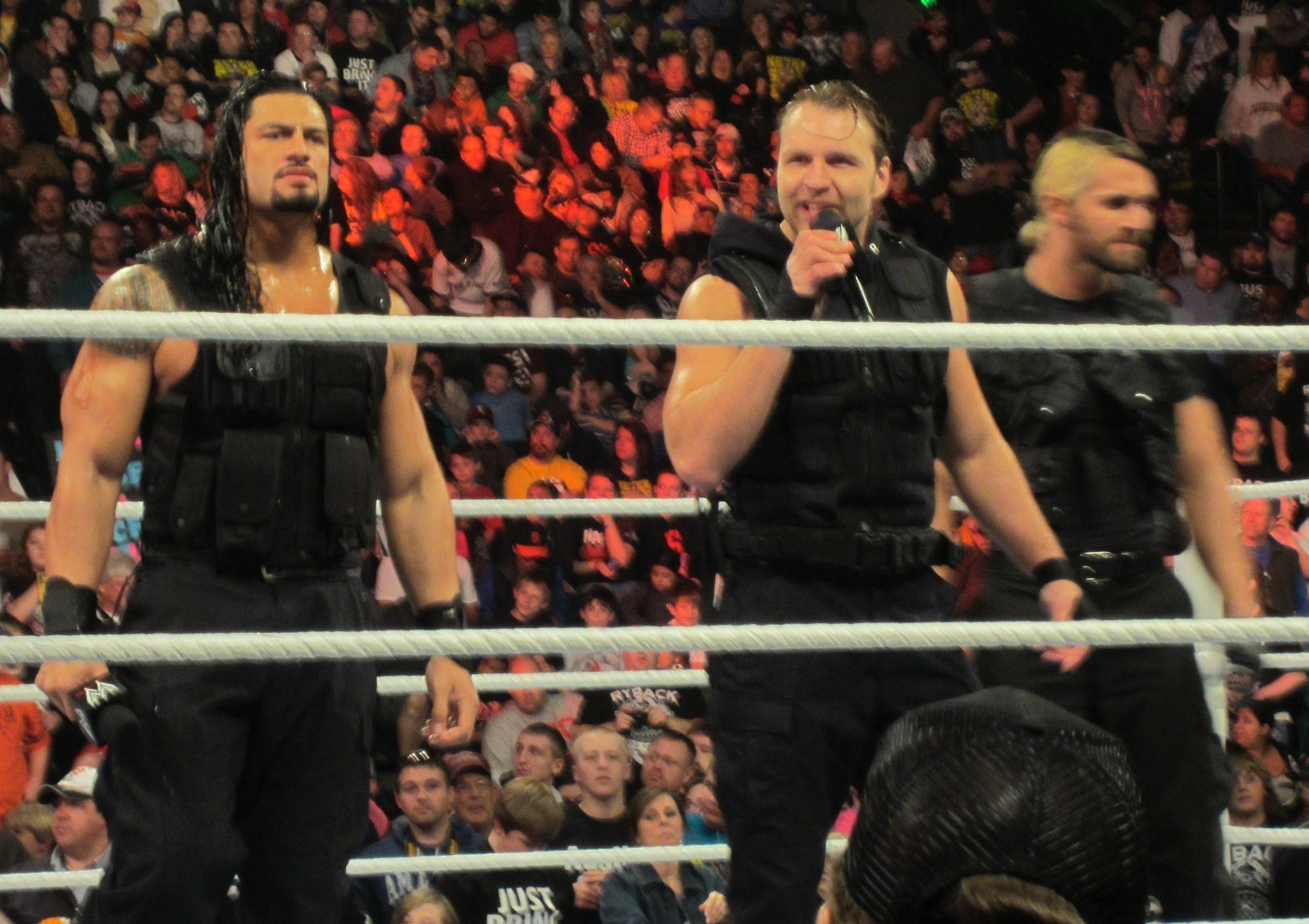
Ambrose (centro) como parte de The Shield en febrero de 2013.

El 18 de noviembre de 2012, Ambrose hizo su debut en el elenco principal en el evento Survivor Series como Heel junto a Roman Reigns y Seth Rollins, aplicándole un triple powerbomb a Ryback sobre la mesa de comentaristas durante el Triple Threat match por el Campeonato de WWE, permitiéndole con esto a CM Punk que cubriera a John Cena para retener el título. El trío se dio a conocer como The Shield y juraron unirse en contra de la "injusticia" mientras que negaban trabajar para Punk, aunque The Shield saldría rutinariamente de la multitud para atacar a los adversarios de Punk, incluidos Ryback y los Campeones en Parejas de WWE Team Hell No (Daniel Bryan y Kane). Esto llevó a que se pactara un Six-man Tag Team Tables, Ladders and Chairs match en TLC: Tables, Ladders & Chairs, en donde Ambrose, Rollins & Reigns derrotaron a Team Hell No & Ryback en su combate de debut. Después del evento, The Shield continuó ayudando a Punk, tanto en Raw como en Royal Rumble en enero de 2013. En el episodio del 28 de enero de 2013, fue revelado a través de imágenes que Punk y su mánager Paul Heyman habían estado pagándole todo el tiempo a The Shield y Brad Maddox para que trabajaran para ellos. Luego de eso, The Shield silenciosamente terminó su asociación con Punk mientras que un feudo con Cena, Ryback y Sheamus los llevó a un Six-man Tag Team match el 17 de febrero en Elimination Chamber, el cual ganó The Shield. El grupo tuvo su primera lucha en Raw la noche siguiente, en donde derrotaron a Ryback, Sheamus & Chris Jericho. A pesar de eso, continuaron su feudo con Sheamus, quien formó una alianza con Randy Orton y Big Show para enfrentarse a The Shield el 7 de abril en WrestleMania 29, en donde The Shield derrotó al trío en su primer combate en un WrestleMania. La noche siguiente en Raw, The Shield intentó atacar a The Undertaker, pero fue detenido por Team Hell No. Esto hizo que se realizará un Six-man Tag Team match el 22 de abril en Raw, en el cual The Shield salió victorioso. Cuatro días después, en SmackDown, Ambrose tuvo su primera lucha individual contra Undertaker y fue derrotado por rendición, pero inmediatamente después The Shield atacó a Undertaker y le aplicó un triple powerbomb sobre la mesa de comentaristas. En el episodio del 29 de abril de Raw, The Shield derrotó a Team Hell No & al Campeón de WWE John Cena en un Six-man Tag Team match. Más tarde esa misma semana, Ambrose obtuvo su primera victoria individual al derrotar a Kane en SmackDown.

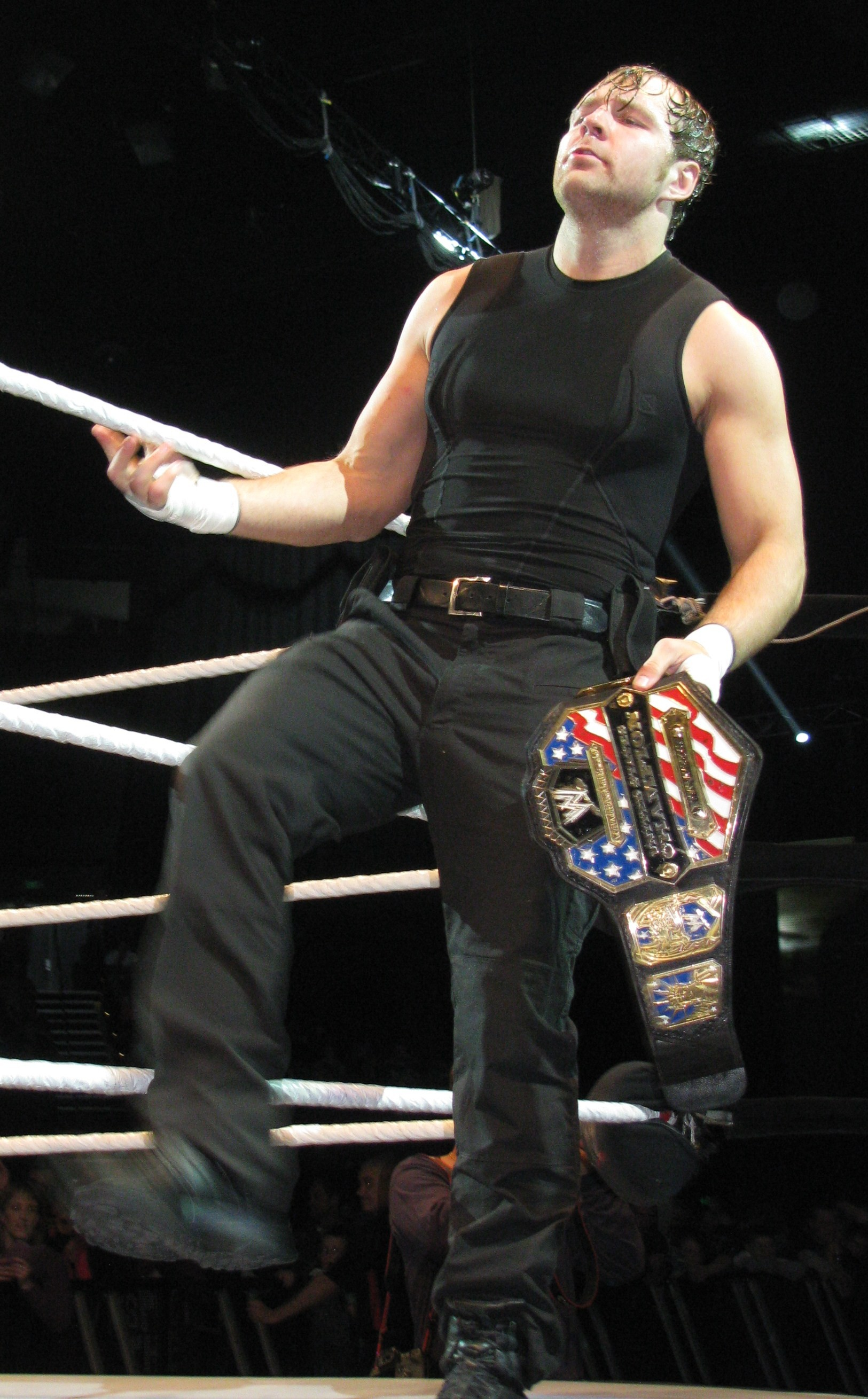
Ambrose como Campeón de los Estados Unidos en julio de 2013.

Mientras que The Shield continuaba su feudo con Team Hell No, Ambrose simultáneamente entró en una rivalidad con el campeón de los Estados Unidos Kofi Kingston, quien obtuvo la victoria en un Six-man Tag Team match, lo que llevó a Kingston a atacar a Ambrose en SmackDown después de una victoria individual sobre Daniel Bryan. En el episodio del 13 de mayo de Raw, la racha invicta de The Shield en combates por equipos terminó cuando fueron derrotados por descalificación en un Six-man Tag Team Elimination match por Bryan, Kane & John Cena, después de que Ambrose fuera descalificado debido a un ataque de Roman Reigns y Seth Rollins hacia Cena. El 19 de mayo en Extreme Rules, Ambrose derrotó a Kingston para ganar el Campeonato de los Estados Unidos, su primer título dentro de WWE. Ambrose hizo su primera defensa del título el 24 de mayo en SmackDown, reteniendo el campeonato por descalificación después de una interferencia de The Shield, y lo volvió a retener ante Kingston el 27 de mayo en Raw. En el episodio del 14 de junio de SmackDown, la racha "no cuentas de tres/no rendiciones" de The Shield terminó a manos de Team Hell No & Randy Orton, después de que Bryan cubriera a Rollins. El 16 de junio en Payback, Ambrose derrotó a Kane por cuenta fuera para retener el título, y la noche siguiente en Raw volvió a defender con éxito el campeonato ante Kane, a quien derrotó por descalificación. El 14 de julio en Money in the Bank, Ambrose compitió en el Money in the Bank Ladder match por el maletín de Money in the Bank por el Campeonato Mundial Peso Pesado, pero no logró ganar a pesar de una interferencia de Reigns y Rollins.
Durante el kick-off de SummerSlam, Ambrose retuvo el Campeonato de los Estados Unidos ante Rob Van Dam tras ser derrotado por descalificación. En agosto, The Shield comenzó a trabajar para el jefe de operaciones Triple H y The Authority mientras que Ambrose comenzó un feudo con Dolph Ziggler, contra quien defendió con éxito el título tanto en Night of Champions como en SmackDown y Main Event en septiembre y octubre, respectivamente. El 27 de octubre en Hell in a Cell, Ambrose fue derrotado por Big E Langston por cuenta fuera en una lucha titular, por lo que retuvo el campeonato. La tensión comenzó a gestarse entre The Shield en noviembre, especialmente entre Ambrose y Roman Reigns, ya que Ambrose era el único miembro del grupo que quedaba con un campeonato. El 24 de noviembre en Survivor Series, The Shield compitió en un 5-on-5 Survivor Series Traditional match, siendo Ambrose el primer eliminado del equipo mientras que Reigns se llevó la victoria como el único sobreviviente. En TLC: Tables, Ladders & Chairs, CM Punk derrotó a The Shield en un 3-on-1 Handicap match después de que Ambrose recibiera una Spear de Reigns, la cual estaba destinada para Punk.

#### 2014
El 26 de enero de 2014 en Royal Rumble, los miembros de The Shield participaron en el Royal Rumble match y Ambrose eliminó a tres luchadores antes de intentar eliminar a Roman Reigns, quien tomó represalias al eliminar tanto a Ambrose como a Seth Rollins. En febrero, Ambrose retuvo el campeonato ante Mark Henry tras ser derrotado por descalificación. En marzo, Henry obtuvo una lucha titular de revancha, pero Ambrose volvió a retener el título y esta vez limpiamente. The Shield fue derrotado por The Wyatt Family el 23 de febrero en Elimination Chamber, con Ambrose estando ausente al final del combate.

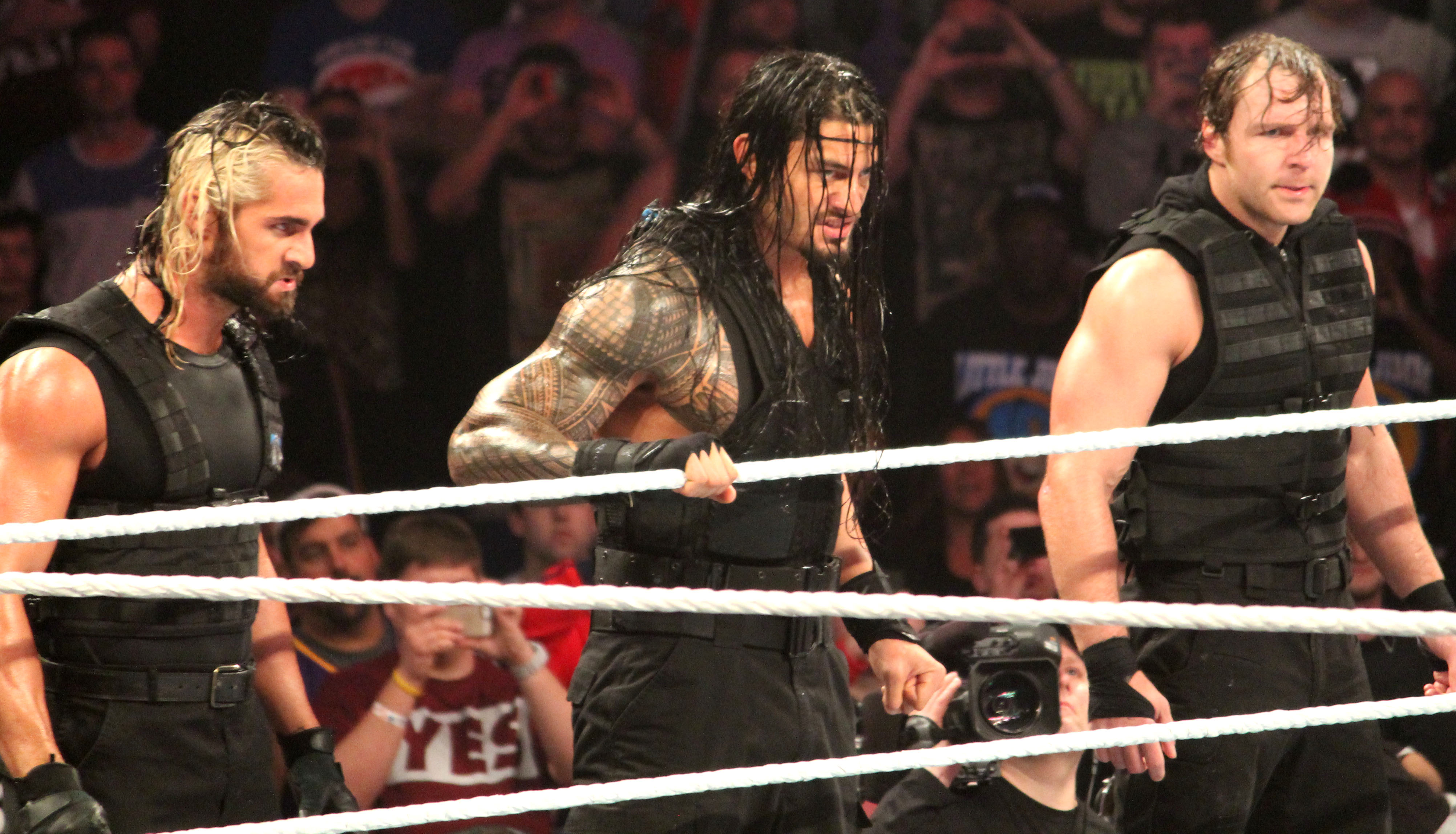
Ambrose junto con Seth Rollins (izquierda) y Roman Reigns (centro) como parte de The Shield en abril de 2014

A pesar de la creciente tensión, The Shield se reconcilió en marzo y comenzó un feudo con Kane, convirtiendo a los miembros del grupo en faces en el proceso y dando como resultado a The Shield derrotando a Kane y The New Age Outlaws el 6 de abril en WrestleMania XXX. Más tarde, The Shield se rebeló contra Triple H, quien reformó Evolution con Batista y Randy Orton para enfrentar al grupo. El 28 de abril, Ambrose superó a Montel Vontavious Porter como el reinado más largo con el Campeonato de los Estados Unidos dentro de la WWE. En el episodio del 2 de mayo de SmackDown, Ambrose retuvo el título en un Fatal 4-Way match contra Alberto del Río, Curtis Axel y Ryback. Como parte de su feudo con Evolution, The Shield ganó un Six-man Tag Team match el 4 de mayo en Extreme Rules. La noche siguiente en Raw, Triple H obligó a Ambrose a defender el campeonato en un 20-man Battle Royal con Roman Reigns y Seth Rollins quedando fuera del combate, en donde Ambrose sobrevivió hasta los dos últimos hombres, pero finalmente fue eliminado por Sheamus, terminando así el reinado récord de Ambrose de 351 días. Después de que Ambrose no pudiera recuperar el título en su lucha de revancha contra Sheamus el 9 de mayo en SmackDown, The Shield derrotó una vez más a Evolution el 1 de junio en Payback, lo que provocó que Triple H iniciara un "Plan B". Esto involucró a Rollins, quien súbitamente traicionó a Ambrose y Reigns para después aliarse a Triple H, marcando con esto el final de The Shield.

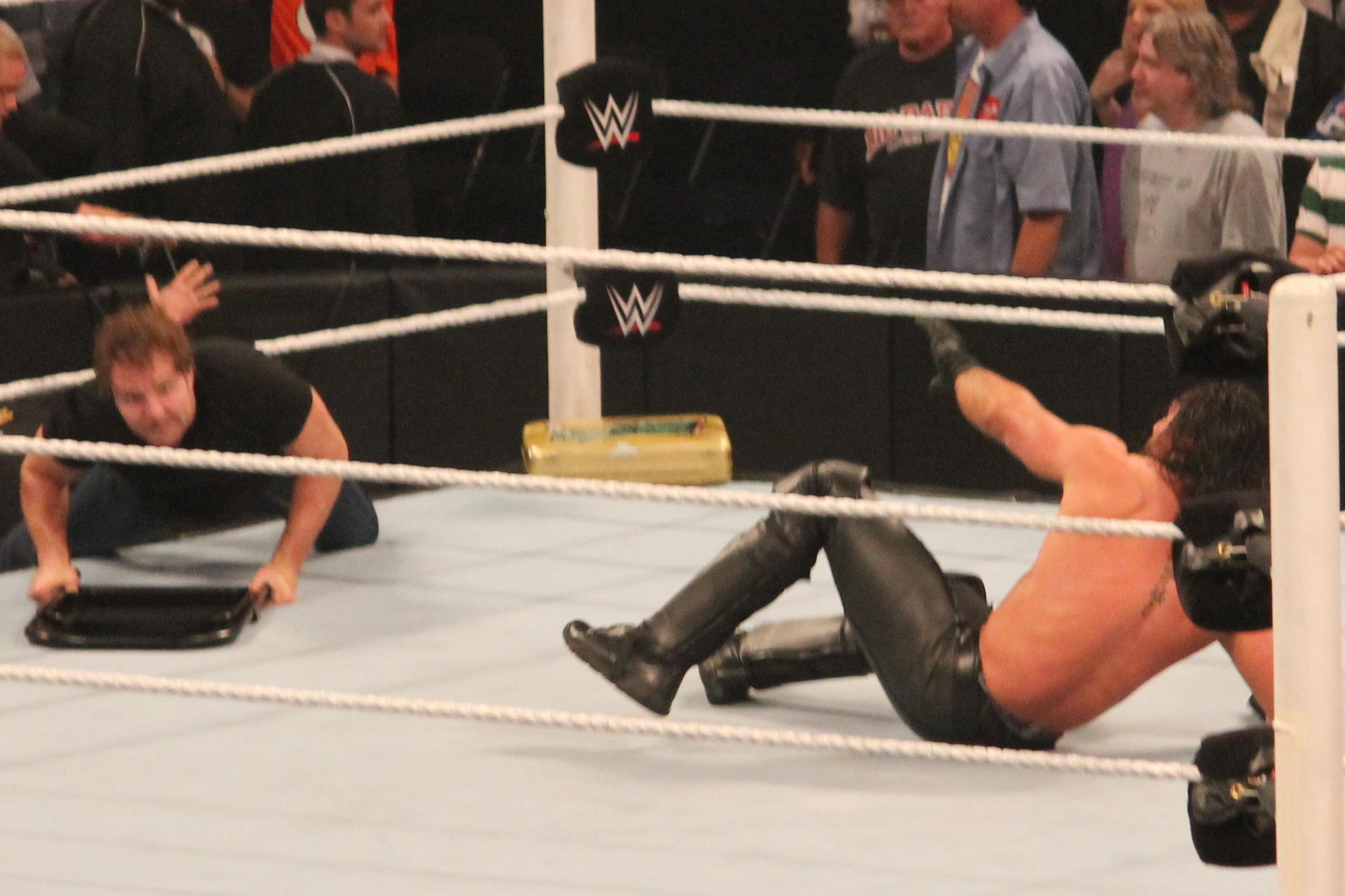
Después de la separación de The Shield en junio de 2014, Ambrose comenzó un feudo prolongado con Seth Rollins.

Debido a eso, Ambrose comenzó un feudo con Seth Rollins, el cual incluyó a Rollins costándole a Ambrose un lugar en el Ladder match por el vacante Campeonato Mundial Peso Pesado de WWE el 29 de junio en Money in the Bank, por lo que ambos se atacaron mutuamente. Durante este período, Ambrose y Roman Reigns se separaron en silencio como equipo, con Ambrose estrenando una nueva vestimenta de lucha y una nueva música de entrada. Después de ser agregado al Money in the Bank Ladder match a petición de Rollins (ya que amenazó con secuestrar el combate de alguna manera si no lo estaba), Ambrose no logró ganar el maletín después de que Kane lo atacara y le ayudara a Rollins a ganar el combate. Ambrose estaba programado para enfrentarse a Rollins el 20 de julio en Battleground, pero fue expulsado de la arena por Triple H por pelear con Rollins en el backstage y Rollins posteriormente anunció que había ganado la lucha por abandono, lo que llevó a Ambrose a regresar a la arena y atacar a Rollins. Finalmente, Ambrose y Rollins lucharon en un Lumberjack match el 17 de agosto en SummerSlam, pero Ambrose fue derrotado debido a una interferencia de Kane. La noche siguiente en Raw, Ambrose atacó a Rollins nuevamente, lo que provocó que se enfrentaran en un Falls Count Anywhere match, el cual Rollins ganó por knockout cuando Ambrose fue atacado por Kane y posteriormente Rollins le aplicó un Curb Stomp a través de bloques de cemento, por lo que Ambrose fue sacado de la arena en camilla (kayfabe). Esto se hizo para explicar la ausencia de Ambrose de la televisión durante el rodaje de la película Lockdown. Ambrose hizo su regreso el 21 de septiembre en Night of Champions, atacando a Rollins. Tras varias semanas en las que Ambrose atacaba a Rollins, ambos se enfrentaron en un Hell in a Cell match el 26 de octubre en Hell in a Cell, pero Ambrose fue derrotado después de que Bray Wyatt (quien hacía su regreso) interfiriera y lo atacara.
Durante las siguientes semanas, se vio como Ambrose y Bray Wyatt se burlaron el uno del otro y se atacaron mutuamente en segmentos tras bastidores y en el ring, con Wyatt afirmando que podía "arreglar" a Ambrose, lo que los llevó a una lucha el 23 de noviembre en Survivor Series. Ambrose perdió la lucha por descalificación después de utilizar sillas de acero, e incluso una mesa, para atacar a Wyatt. Esto los condujo a un Tables, Ladders and Chairs match el 14 de diciembre en TLC: Tables, Ladders & Chairs, en donde un monitor de televisión explotó en la cara de Ambrose, lo que le permitió a Wyatt ganar el combate.

#### 2015
El feudo concluyó cuando Bray Wyatt derrotó a Ambrose en el primer Ambulance match celebrado en Raw el 5 de enero de 2015. Las críticas de Ambrose durante sus feudos con Wyatt y Seth Rollins fueron criticadas por comentaristas, incluido James Caldwell de Pro Wrestling Torch, quien afirmó que aunque es "un luchador de eventos principales" su falta de victorias indicaba que no era un tipo posicionado en la WWE "para una carrera sostenida de 2-3 años en la parte superior".

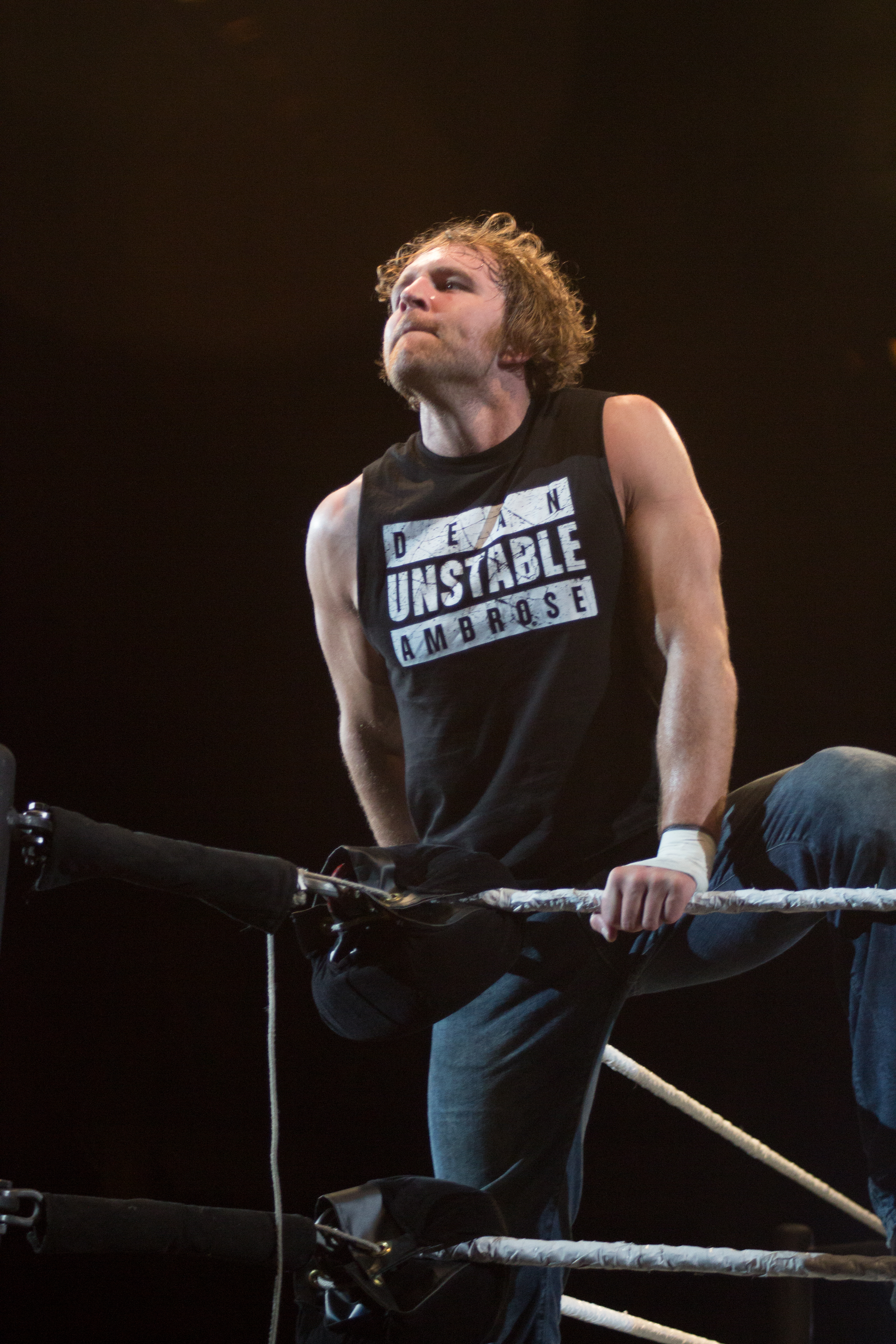
Ambrose en enero de 2015.

En el episodio del 19 de enero de Raw, Ambrose derrotó al Campeón Intercontinental Bad News Barrett en una lucha no titular. El 25 de enero en Royal Rumble, Ambrose participó en el Royal Rumble match, pero fue eliminado por Big Show y Kane. Durante las siguientes semanas, Ambrose exigió una lucha por el Campeonato Intercontinental de Barrett pero este rechazó el desafío, lo que llevó a Ambrose a atacarlo, atarle las manos al ring y forzarlo a firmar un contrato por una lucha titular el 22 de febrero en Fastlane, en donde Ambrose fue derrotado por descalificación, pero a pesar de eso se robó el título. El 29 de marzo en WrestleMania 31, Ambrose compitió en un Seven-man Ladder match por el campeonato, pero no logró ganar después de que Luke Harper le aplicara un Powerbomb a través de una escalera y eso lo sacara del combate como resultado. Luego de varios ataques entre los dos, Ambrose derrotó a Harper el 26 de abril en Extreme Rules, siendo su primera victoria individual dentro de un evento de pago por evento desde que The Shield se separó.
Tras eso, Ambrose reanudó su feudo con el campeón Mundial Peso Pesado de WWE Seth Rollins, a quien derrotó el 4 de mayo en Raw y debido a eso, según la pre-estipulación de Kane, fue agregado al combate por el Campeonato Mundial Peso Pesado de WWE el 17 de mayo en Payback (un Fatal 4-Way match que también incluía a Randy Orton y Roman Reigns), siendo esta la primera oportunidad de Ambrose a un título mundial dentro de la WWE. Sin embargo, no logró ganar el campeonato. El 31 de mayo en Elimination Chamber, Ambrose derrotó a Rollins en una lucha titular , por lo que ganó el título. A pesar de esto WWE no llega a reconocer este reinado y aun haci todos sabemos que este es el primer reinado de Ambrose y se pauto una lucha en contra Rollins a un Ladder match por el título en Money in the Bank, donde si ganaba deam su victoria de elimination chamber era reconocido y si ganaba seth este podría seguir con su reinado como si nunca hubiese perdido su título pero deam fue derrotado.
Después de eso, Ambrose volvió a hacer equipo con Roman Reigns para ayudarlo en su feudo con Bray Wyatt después de que Luke Harper se reuniera con Wyatt, dicho feudo llevó a ambos equipos a una lucha el 23 de agosto en SummerSlam, en donde Ambrose & Reigns derrotaron a Wyatt & Harper. La noche siguiente en Raw, Ambrose & Reigns se enfrentaron a Wyatt & Harper en una lucha de revancha, durante la cual Braun Strowman hizo su debut en la WWE, se unió a The Wyatt Family y atacó a Ambrose y Reigns. El 20 de septiembre en Night of Champions, Ambrose, Reigns & Chris Jericho (quien hacía su regreso) fueron derrotados por Wyatt, Harper & Strowman en un Six-man Tag Team match. Debido a una lesión de Seth Rollins, la cual lo obligó a dejar vacante el Campeonato Mundial Peso Pesado de WWE, Ambrose compitió en un torneo de 16 hombres para determinar al nuevo campeón. Después de derrotar a Tyler Breeze, Dolph Ziggler y Kevin Owens, Ambrose clasificó a la final del torneo realizada el 22 de noviembre en Survivor Series, pero fue derrotado por Reigns.
En diciembre, Ambrose comenzó un feudo con Kevin Owens después de que Ambrose se convirtiera en el nuevo retador #1 por el Campeonato Intercontinental, el cual estaba en manos de Owens. Ambrose ganó dicho título por primera vez en su carrera tras derrotar a Owens el 13 de diciembre en TLC: Tables, Ladders & Chairs. En el episodio del 22 de diciembre de SmackDown, Ambrose derrotó a Owens y Dolph Ziggler en un Triple Threat match para retener el título.

#### 2016
En el episodio del 7 de enero de 2016 de SmackDown, Ambrose y Kevin Owens se enfrentaron en una lucha por el Campeonato Intercontinental, aunque el resultado terminó en doble cuenta fuera. Eso los llevó a un Last Man Standing match por el título el 24 de enero en Royal Rumble, en donde Ambrose retuvo el campeonato; más tarde en el mismo evento, Ambrose participó en el Royal Rumble match por el Campeonato Mundial Peso Pesado de WWE, pero fue el último eliminado por el eventual ganador Triple H. La noche siguiente en Raw, Ambrose fue anunciado para competir en un Triple Threat match contra Roman Reigns y Brock Lesnar el 21 de febrero en Fastlane, en donde el ganador se enfrentaría a Triple H por el Campeonato Mundial Peso Pesado de WWE en el evento principal de WrestleMania 32. En las semanas previas al combate, Ambrose rápidamente se burló y habló mal de Lesnar. En el episodio del 15 de febrero de Raw, Ambrose se vio obligado a defender el Campeonato Intercontinental en un Fatal 5-Way match, en donde perdió el título cuando Owens cubrió a Tyler Breeze.

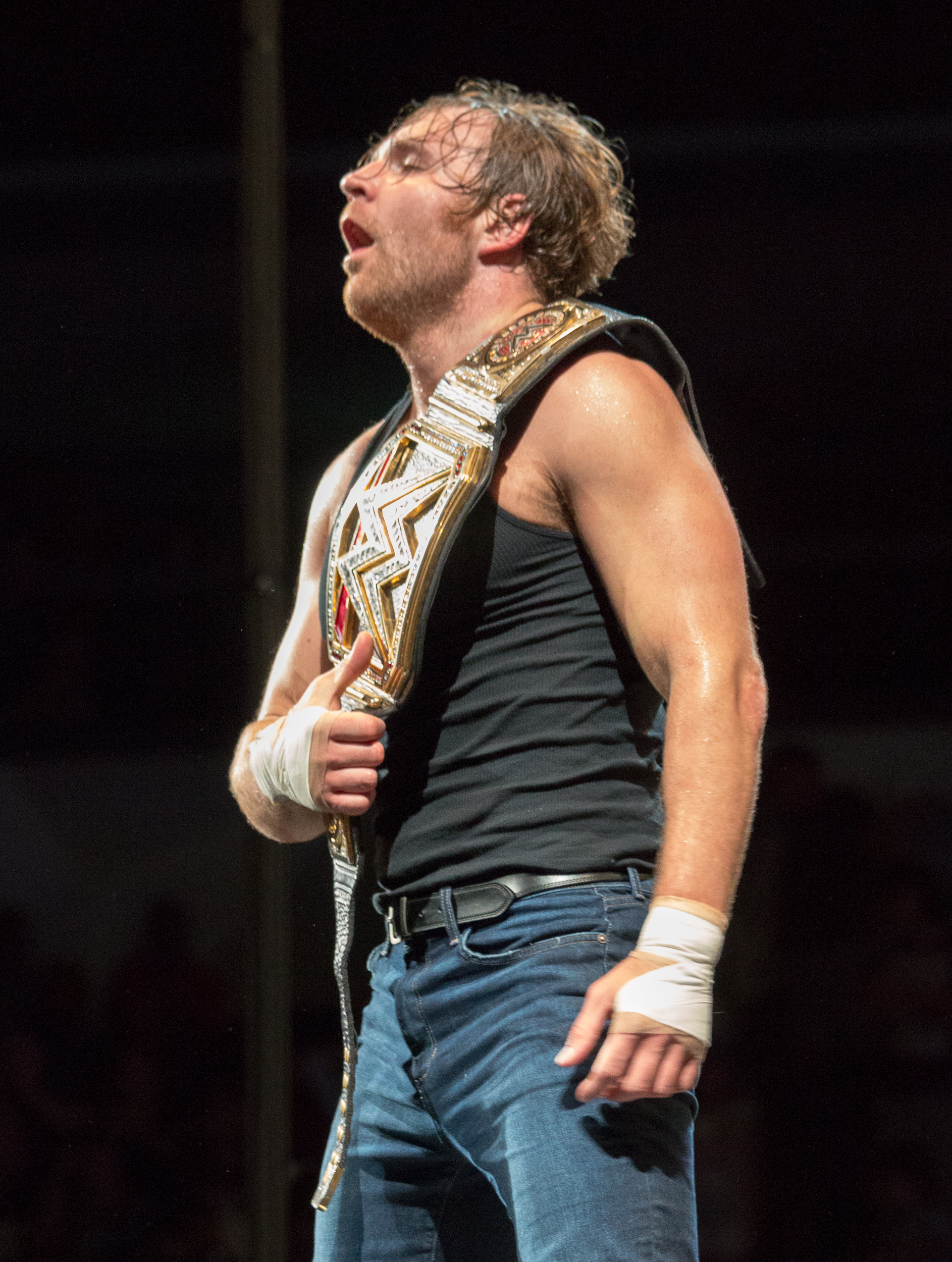
Ambrose como Campeón Mundial Peso Pesado de WWE en julio de 2016.

Después de perder el combate en Fastlane cuando Roman Reigns lo cubrió para llevarse la victoria, Ambrose fue atacado por Brock Lesnar al llegar a la arena la noche siguiente en Raw. Eso estableció una confrontación más tarde esa misma noche, en donde Ambrose apareció conduciendo una ambulancia solo para ser atacado nuevamente, y luego de eso Ambrose desafió a Lesnar a un No Holds Barred match en WrestleMania 32, el cual Paul Heyman aceptó en nombre de Lesnar. En el episodio del 29 de febrero de Raw, Ambrose interrumpió a Triple H al emitir un desafío por el Campeonato Mundial Peso Pesado de WWE en el evento en vivo Roadblock, lo cual Triple H aceptó. Durante la lucha del 12 de marzo, Ambrose le aplicó un Dirty Deeds y cubrió a Triple H para llevarse la victoria, pero como el pie de Ambrose estaba bajo la cuerda del ring durante el conteo el árbitro reinició la lucha, perdiendo Ambrose el combate en esta ocasión. Luego de eso, Ambrose continuó su feudo con Lesnar al interrumpirle promos y desafiarlo continuamente, lo que llevó a que la leyenda hardcore Mick Foley le diera a Ambrose su bate de béisbol con alambre de púas en el episodio del 14 de marzo de Raw. La semana siguiente en Raw, otra leyenda hardcore, Terry Funk, le dio a Ambrose una motosierra. Sin embargo, Ambrose terminó siendo derrotado por Lesnar el 3 de abril en WrestleMania 32.
En abril, Ambrose comenzó una rivalidad con Chris Jericho luego de que Shane McMahon cancelara The Highlight Reel y lo reemplazara por The Ambrose Asylum. Esto dio lugar a una lucha entre los dos el 1 de mayo en Payback, en donde Ambrose derrotó a Jericho. La noche siguiente en Raw, Ambrose invitó a Stephanie McMahon a The Ambrose Asylum, confrontándola por no ser sincera con su comportamiento agradable reciente y en lugar de darle una respuesta, Stephanie canceló el show de Ambrose y reincorporó The Highlight Reel de Jericho, lo que provocó que los dos se atacaran minutos después, lo que terminó con Jericho rompiendo la maceta de Ambrose llamada "Mitch" en su cabeza para extender su enemistad como resultado. Después de que Ambrose destruyera la chaqueta iluminada de Jericho y de que Jericho atara a Ambrose con una camisa de fuerza, Ambrose lo desafió a un Asylum Match (una variante de Steel Cage match con armas colgando encima de la jaula) el 22 de mayo en Extreme Rules, en donde Ambrose se llevó la victoria después de aplicarle a Jericho un Dirty Deeds luego de que este cayera de espalda sobre un montón de tachuelas.
En el episodio del 23 de mayo de Raw, Ambrose derrotó a Dolph Ziggler para clasificar en el Money in the Bank Ladder match el 19 de junio en Money in the Bank, en el cual se llevó la victoria para ganar el maletín de Money in the Bank. Esa misma noche, Ambrose cobró dicho maletín y rápidamente derrotó a Seth Rollins (quien a su vez acababa de derrotar a Roman Reigns para convertirse en campeón) para ganar el Campeonato Mundial Peso Pesado de WWE por segunda vez en su carrera(único reinado qué oficialmente es reconocido como campeón mundial peso pesado de wwe ) . Después de que la lucha para determinar al contendiente #1 por el título entre Reigns y Rollins terminara en doble cuenta fuera la noche siguiente en Raw, a petición de Ambrose, Shane McMahon pactó un Triple Threat match por el campeonato (ahora llamado Campeonato de WWE) entre Ambrose, Rollins y Reigns en Battleground. En julio, Ambrose defendió con éxito el título en dos luchas individuales contra Rollins en los episodios de Raw y SmackDown antes de Battleground. El 19 de julio, Ambrose fue el primer hombre mandado a SmackDown debido al Draft y a la nueva separación de marcas, llevándose consigo el campeonato. El 24 de julio en Battleground, Ambrose retuvo exitosamente el título ante Rollins y Reigns después de cubrir a este último. Luego de eso, Ambrose defendió con éxito el ahora Campeonato Mundial de WWE, el cual ya era exclusivo de SmackDown, ante Ziggler el 21 de agosto en SummerSlam. Su siguiente defensa del título fue el 11 de septiembre en Backlash, en donde perdió el campeonato ante AJ Styles después de que Styles le aplicara un Low Blow a Ambrose sin que el árbitro se diera cuenta antes de inmovilizarlo con un Styles Clash.
En el episodio del 20 de septiembre de SmackDown, Ambrose le dio a John Cena su primera derrota limpia en casi siete años en shows semanales, pero no tuvo éxito en recuperar el Campeonato Mundial de WWE el 9 de octubre en No Mercy en un Triple Threat match en el que también compitió Cena, quien fue cubierto por AJ Styles. En el episodio del 1 de noviembre de SmackDown, después de derrotar a Styles en una lucha no titular, Ambrose se convirtió en el contendiente #1 por el campeonato en un Tables, Ladders and Chairs match contra Styles el 4 de diciembre en TLC: Tables, Ladders & Chairs. El 20 de noviembre en Survivor Series, Ambrose se asoció por una noche con Styles dentro del Team SmackDown junto con Randy Orton, Bray Wyatt & Shane McMahon para enfrentar al Team Raw en un Traditional Survivor Series Elimination Men's match, llevándose su equipo la victoria. Durante ese tiempo, Ambrose comenzó a trabajar junto con James Ellsworth, ayudándolo a llevarse dos victorias sobre Styles antes de que lo derrotara una vez más el 22 de noviembre en SmackDown en un Ladder match para que Ellsworth ganara un contrato con la marca. Sin embargo, Ambrose no pudo derrotar a Styles en TLC: Tables, Ladders & Chairs después de que Ellsworth, quien parecía que llegó para ayudarlo, lo tirara de una escalera para caer sobre varias mesas para que de esa forma Styles pudiera retener el título. Esto llevó a Ambrose a aplicarle a Ellsworth un Dirty Deeds el 6 de diciembre en SmackDown, pero más tarde Ellsworth trató de hacer las paces con Ambrose durante una lucha por el Campeonato Intercontinental, lo cual lo distrajo ya que fue derrotado por el campeón, The Miz.
Después de eso, Ambrose no logró convertirse en contendiente #1 por el renombrado Campeonato de WWE en un Fatal 4-Way Elimination match contra Dolph Ziggler, Luke Harper y The Miz, quien después de ser eliminado regresó al ring y le costó el combate a Ambrose. El feudo entre Ambrose y Miz aumentó de nivel el 20 de diciembre en SmackDown, cuando Renee Young entrevistó a Miz después de su exitosa defensa del título contra Apollo Crews y le preguntó a Miz acerca de su "obsesión" con Ambrose, a lo que Miz respondió sarcásticamente revelando la relación amorosa que Ambrose tiene con Young en la vida real, lo que la llevó a abofetear a Miz.

#### 2017

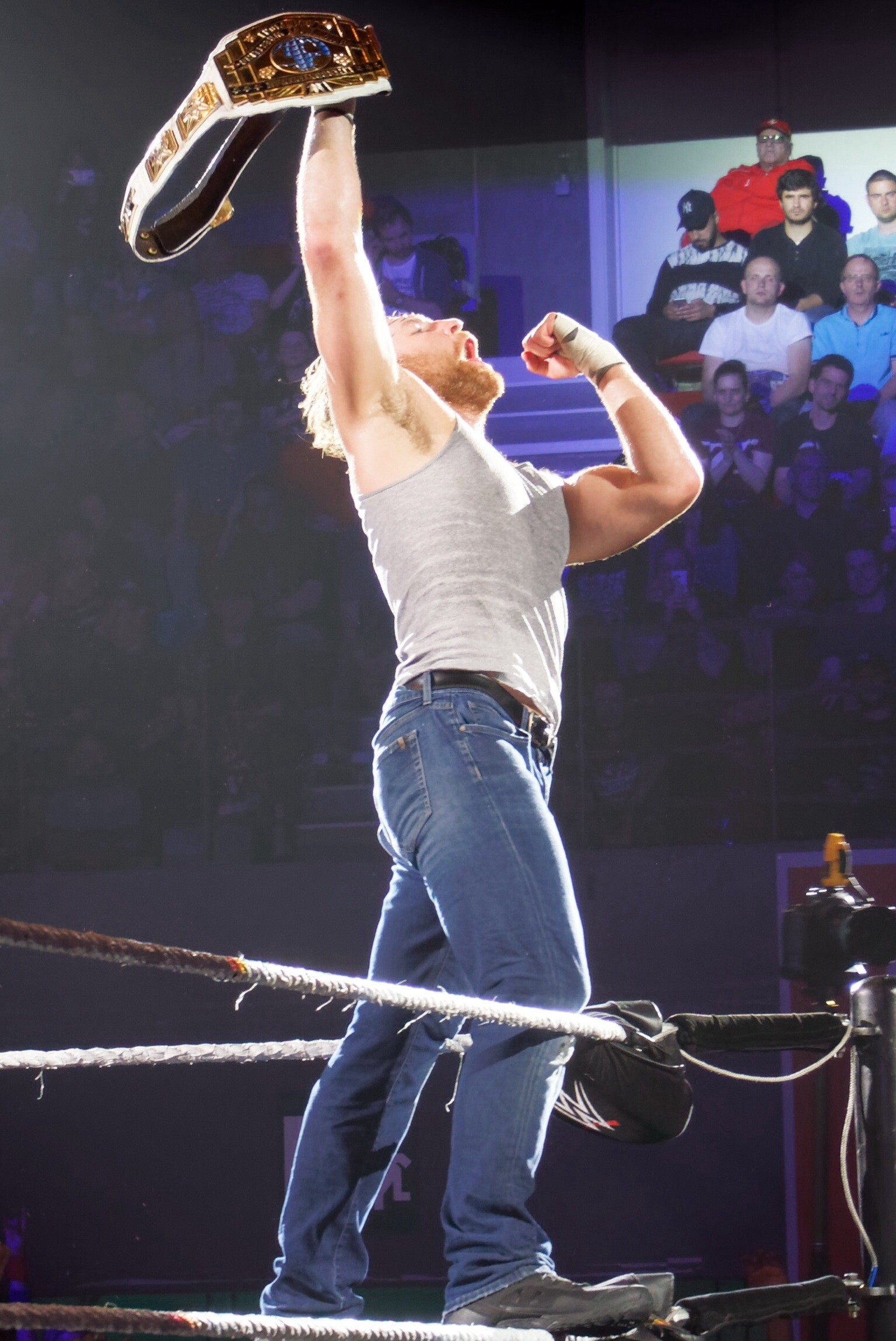
Ambrose como Campeón Intercontinental en mayo de 2017.

Después de atacar a The Miz durante la entrevista con Renee Young y de demostrar sus intenciones de desafiarlo por el Campeonato Intercontinental, Ambrose ganó dicho título por segunda vez en su carrera el 3 de enero de 2017 en SmackDown, tras derrotar a Miz luego de que el árbitro expulsara a Maryse (la esposa de Miz) de ringside debido a una interferencia. En el episodio del 10 de enero de SmackDown, Ambrose anunció su participación en el Royal Rumble match realizado el 29 de enero en Royal Rumble, en donde fue eliminado por Brock Lesnar después de durar casi 27 minutos. El 12 de febrero en Elimination Chamber, Ambrose compitió en un Elimination Chamber match por el Campeonato de WWE, en donde eliminó a Baron Corbin con un roll-up, por lo que después Corbin atacó a Ambrose, permitiéndole a Miz que lo eliminara. Debido a eso, Ambrose llamó a Corbin durante las próximas dos semanas en SmackDown, pero solamente conseguía ser atacado por Corbin tras bastidores. Esto estableció una lucha entre los dos por el Campeonato Intercontinental en el kick-off de WrestleMania 33, en donde Ambrose retuvo con éxito el título. En el episodio del 4 de abril de SmackDown, Ambrose fue derrotado por Corbin en un Street Fight sin el título en juego, siendo esta la última lucha de Ambrose en la marca debido a que el 11 de abril fue traspasado a Raw junto con el Campeonato Intercontinental debido al Superstar Shake-up.
En mayo, Ambrose reanudó su rivalidad con The Miz (quien también fue traspasado a Raw junto con Maryse debido al Superstar Shake-up) después de que Miz derrotara a Seth Rollins y Finn Bálor en un Triple Threat match el 1 de mayo en Raw para convertirse en el contendiente #1 por el Campeonato Intercontinental. Después de que Ambrose retuviera el título ante Miz al ser derrotado por descalificación luego de utilizar un Low Blow, se programó otra lucha titular contra Miz el 4 de junio en Extreme Rules, en donde si Ambrose era descalificado, perdería el campeonato. Finalmente, Ambrose fue derrotado por Miz en el evento, terminando así su reinado de 152 días.
El feudo que Ambrose tenía con The Miz continuó, lo cual lo llevó a su lucha de revancha por el Campeonato Intercontinental el 9 de julio en Great Balls of Fire, pero fue derrotado debido a una interferencia de The Miztourage (Curtis Axel y Bo Dallas). La noche siguiente en Raw, Ambrose atacó a Miz y Miztourage, pero debido a que éstos lo superaban en numeración su antiguo rival y compañero de equipo Seth Rollins apareció para salvar a Ambrose, quien más tarde reveló su desconfianza hacia Rollins solo para después salvarlo de un ataque de Miz y Miztourage, diciendo luego que lo hizo debido a su rivalidad con Miz. Después de no conseguir la confianza de Ambrose, Rollins le ofreció a Ambrose atacarlo con una silla de acero como castigo por la traición de Rollins hacia The Shield en junio de 2014, pero Ambrose se negó y los dos fueron sorpresivamente atacados por Miz y Miztourage, lo que llevó a que el gerente general de Raw Kurt Angle programará un 3-on-2 Handicap match para la siguiente semana en Raw, en el que Ambrose cubrió a Miz para llevarse la victoria y terminar de esa forma su feudo con él, pero a pesar de eso se negó a juntar su puño con el de Rollins después del combate. Durante las siguientes semanas, Ambrose y Rollins iniciaron un feudo con los Campeones en Parejas de Raw Sheamus y Cesaro, y finalmente consiguieron una lucha por los Campeonatos en Parejas de Raw en SummerSlam, aunque los dos seguían desconfiando el uno del otro. Esto los llevó a discutir en el episodio del 14 de agosto de Raw, lo cual culminó con Ambrose y Rollins peleando entre sí solo para después atacar a Sheamus y Cesaro, quienes aparecieron para atacarlos, y finalmente juntar sus puños ante una fuerte ovación.
El 20 de agosto en SummerSlam, Ambrose & Seth Rollins derrotaron a Sheamus & Cesaro para capturar los Campeonatos en Parejas de Raw, convirtiendo a Ambrose en Campeón de la Triple Corona y en Gran Campeón en el proceso. Después de semanas de feudo con Miztourage, Sheamus & Cesaro (contra quienes defendieron con éxito los títulos el 24 de septiembre en No Mercy y el 16 de octubre en Raw), Rollins y Ambrose buscaron a su excompañero de equipo, Roman Reigns, con quien se reunieron oficialmente en el episodio del 9 de octubre de Raw, reformando de esta manera The Shield. El grupo debía enfrentarse al equipo formado por Sheamus, Cesaro, The Miz, Braun Strowman & Kane el 22 de octubre en TLC: Tables, Ladders & Chairs en un 5-on-3 Handicap Tables, Ladders and Chairs match, pero debido a una enfermedad, Kurt Angle tomó el lugar de Reigns. En el evento, Ambrose, Rollins y Angle ganaron el combate. Ambrose y Rollins debían enfrentarse a los Campeones en Parejas de SmackDown The Usos en un Champions vs. Champions Interbrand match en Survivor Series, pero perdieron los campeonatos ante Sheamus & Cesaro debido a una interferencia del grupo de SmackDown, The New Day, en el episodio del 6 de noviembre de Raw, terminando así su reinado de 78 días. Esto causó un combate entre The Shield y The New Day el 20 de noviembre en Survivor Series, el cual The Shield ganó. En el episodio del 4 de diciembre de Raw, Ambrose y Rollins recibieron su revancha por los títulos contra Cesaro y Sheamus, inicialmente ganando por descalificación solo para que el gerente general de Raw Kurt Angle, reiniciara el combate como un No Disqualification match, pero fueron derrotados tras la interferencia de Samoa Joe, a pesar de que Reigns apareció para alejar a Joe del ringside. El 18 de diciembre, Ambrose sufrió una lesión en uno de sus tríceps, la cual lo mantendrá alejado de los cuadriláteros durante nueve meses. Antes de su lesión, Ambrose mantuvo una racha como "el hombre de hierro" de la WWE, luchando más de 1000 combates entre 2012 y 2017 sin sufrir una lesión importante. De acuerdo con el creativo de la WWE Jon Robinson, su storyline con Rollins habría concluido en WrestleMania 34 con un combate entre ellos.

#### 2018
En el episodio del 13 de agosto de 2018 de Raw, Rollins presentó el regreso de Ambrose para ayudarlo en un feudo con Dolph Ziggler y Drew McIntyre; habiendo desaparecido durante ocho meses, debutó con una nueva apariencia que consistía en cabello corto, barba y un físico notablemente más musculoso. Se anunció que Ambrose estaría en la esquina de Rollins para su combate por el Campeonato Intercontinental contra Ziggler en SummerSlam. Su regreso coincidió con el debut histórico de su esposa en la vida real, Renee Young, como comentarista de Raw. En SummerSlam, Ambrose evitó que McIntyre interfiriera en el combate, lo que le permitió a Rollins recapturar exitosamente el título. La noche siguiente en Raw, Ambrose tuvo su primer combate desde su regreso, derrotando a Ziggler. Más tarde esa noche, Ambrose y Rollins (vistiendo el conjunto característico de The Shield) ayudaron a Reigns, quien había defendido con éxito el Campeonato Universal de WWE contra Finn Bálor, y posteriormente fue atacado por Braun Strowman cuando este último intentó cobrar su contrato de Money in the Bank, aplicándole a Strowman un triple powerbomb a través de la mesa de comentaristas. En Hell in a Cell, Ambrose & Rollins se enfrentaron a McIntyre & Ziggler en una lucha por sus recién ganados Campeonatos en Parejas de Raw, los cuales no lograron ganar. En el episodio del 24 de septiembre de Raw, The Shield compitió en su primer combate como unidad desde diciembre de 2017, derrotando al gerente general interino de Raw, Baron Corbin, y The Authors of Pain. El 6 de octubre en el evento Super Show-Down, desde Melbourne, Australia, The Shield derrotó a Ziggler, McIntyre & Strowman, colectivamente conocidos como "The Dogs of War". Dos noches más tarde en Raw, The Shield fue derrotado por The Dogs of War en una lucha de revancha. Después del combate, las animosidades estallaron entre Ambrose, Rollins y Reigns, las cuales culminaron en un Ambrose frustrado que se alejó de sus compañeros de equipo, dejándolos confundidos en el ring.

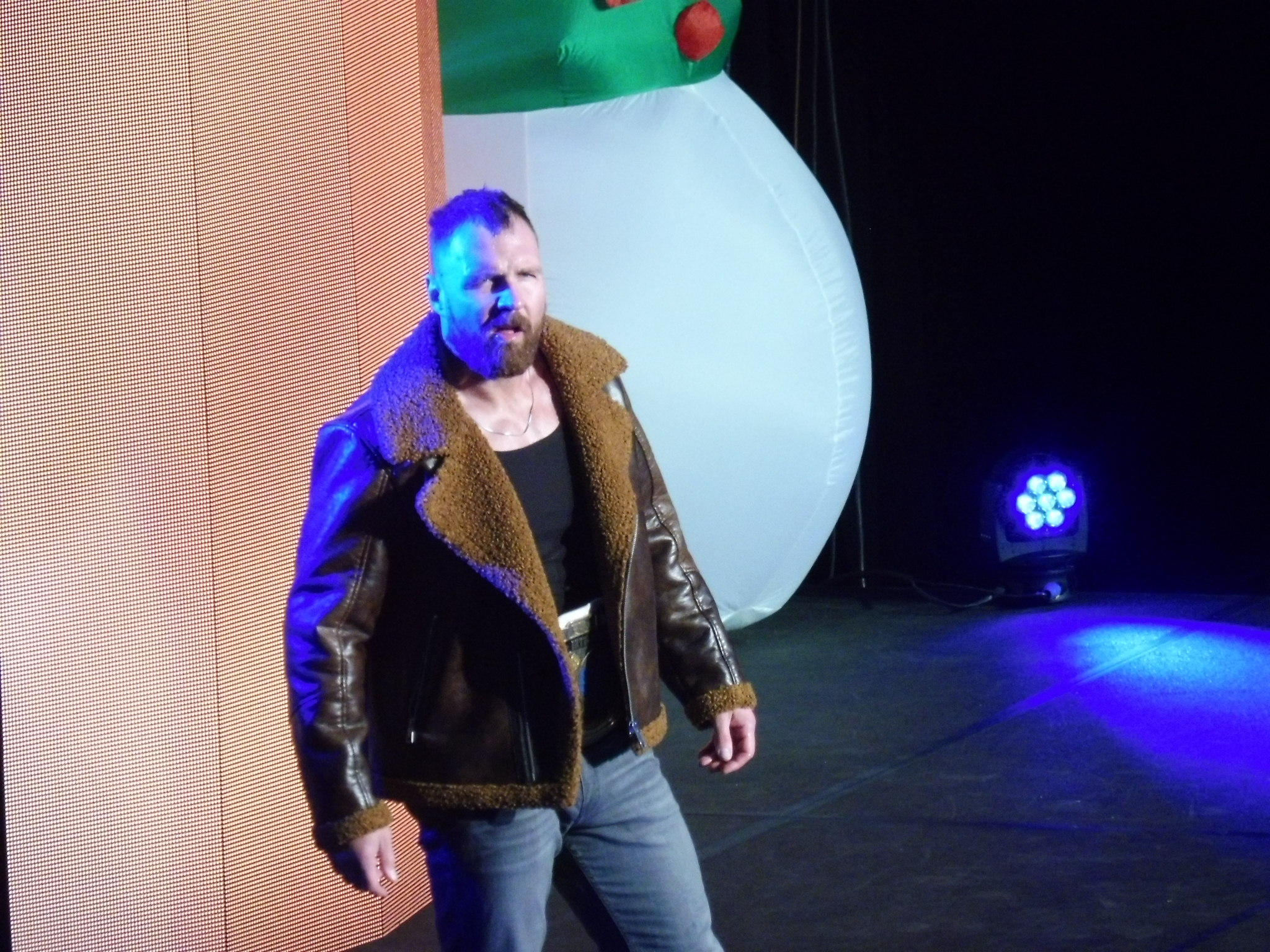
Ambrose como Campeón Intercontinental en diciembre de 2018.

En el episodio del 22 de octubre de Raw, después de que Reigns renunciara al Campeonato Universal de WWE debido a una recaída de leucemia, Ambrose & Rollins derrotaron a Ziggler & McIntyre para capturar los Campeonatos en Parejas de Raw por segunda vez en el evento principal. Sin embargo, Ambrose inmediatamente atacó a Rollins después del combate, cambiando a heel por primera vez desde marzo de 2014. Dos semanas después en Raw, Ambrose atacó a Rollins nuevamente, luego de que Rollins perdiera los Campeonatos en Parejas de Raw en un 2-on-1 Handicap match contra The Authors of Pain. La semana siguiente en Raw, Ambrose quemó su chaleco de The Shield y explicó que ser parte del grupo lo había debilitado. Durante las siguientes semanas, Ambrose continuaría provocando a Rollins, acosándolo, vacunándose contra lo que él percibía como la "enfermedad" de Rollins, y ordenándole a su propio equipo SWAT personal que atacara a Rollins, posteriormente se proclamó a sí mismo como "El Compás Moral de la WWE". El 24 de noviembre en el evento en vivo Starrcade, Ambrose se enfrentó a Rollins en un Steel Cage match por el Campeonato Intercontinental, pero fue derrotado después de que Rollins escapara de la jaula. Sin embargo, en TLC: Tables, Ladders & Chairs, Ambrose derrotó a Rollins para ganar por tercera vez en su carrera el Campeonato Intercontinental. La noche siguiente en Raw, Ambrose lanzó un desafío abierto por el Campeonato Intercontinental a cualquier superestrella, derrotando a Tyler Breeze antes de ser atacado sorpresivamente por Rollins. En el episodio del 31 de diciembre de Raw, Ambrose defendió exitosamente el Campeonato Intercontinental ante Apollo Crews, luego de que este ganara un Battle Royal esa misma noche para obtener la oportunidad titular.

#### 2019
En el episodio del 7 de enero de 2019 de Raw, Ambrose se enfrentó a Rollins en un Falls Count Anywhere match por el Campeonato Intercontinental en el evento principal, donde retuvo el título con éxito gracias a una interferencia de Bobby Lashley. Debido a eso, se programó un Triple Threat match por el Campeonato Intercontinental entre Ambrose, Rollins y Lashley la siguiente semana en Raw, donde Ambrose perdió el título ante Lashley, terminando su reinado en 29 días.
El 27 de enero en Royal Rumble, Ambrose ingresó al Royal Rumble match como el número 14, eliminando a Johnny Gargano antes de ser eliminado por Aleister Black. La noche siguiente en Raw, Ambrose interrumpió a Rollins (quien había ganado el Royal Rumble match la noche anterior) y Triple H, proclamando que Rollins nunca lo había derrotado sin interferencias, e insultó a Triple H para que programara una lucha entre los dos, en el que Ambrose fue posteriormente derrotado. Después de la lucha, Ambrose intentó hacer un promo, pero fue interrumpido por Nia Jax y Tamina Snuka, con Jax atacando a Ambrose, antes de que Ambrose simplemente decidiera irse en lugar de vengarse. Unas horas después de que Raw saliera del aire, se informó que Ambrose le había informado a los funcionarios de la WWE que no renovaría su contrato y que abandonaría la compañía poco después de WrestleMania 35. Posteriormente, la WWE confirmó su decisión en un comunicado. Se informó que la WWE le había ofrecido un contrato mejorado, el cual rechazó debido a la larga frustración con la dirección creativa de su personaje y al desagrado particular por el "mal" manejo que le habían dado. En el episodio del 4 de febrero de Raw, Ambrose perdió ante EC3 en el debut en el elenco principal de este último. La semana siguiente en Raw, Ambrose respaldó a Rollins con respecto a su próximo combate contra Brock Lesnar. Más tarde esa noche, derrotó a EC3 en una lucha de revancha.

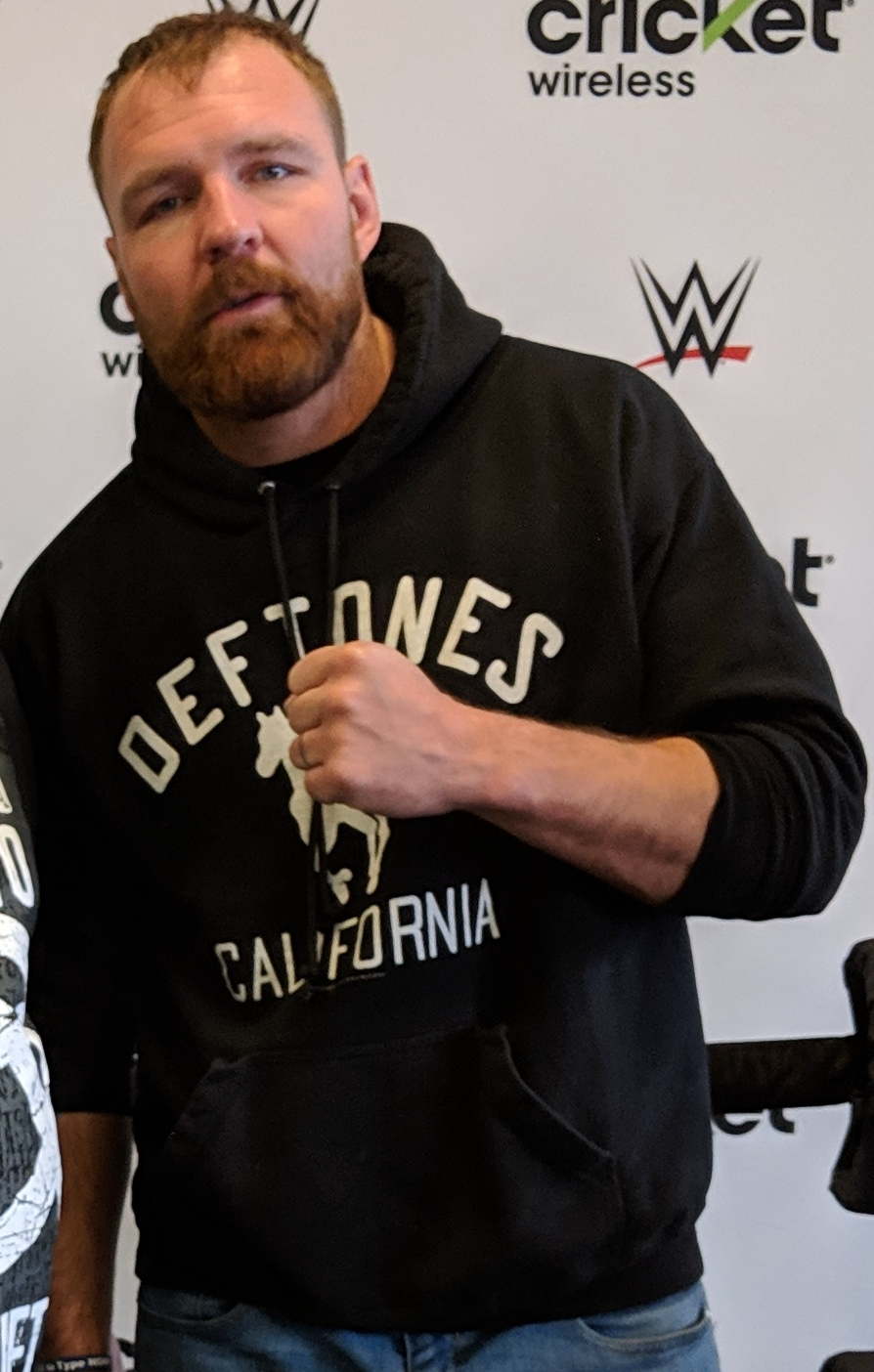
Ambrose en marzo de 2019.

Después de semanas de evitar una posible reunión de The Shield, Ambrose se reunió con Rollins y Reigns en el episodio del 4 de marzo de Raw, luego de que ambos salvaron a Ambrose de un ataque de Elias, Baron Corbin, Drew McIntyre y Bobby Lashley una semana antes, cambiando Ambrose nuevamente a face. El 10 de marzo en Fastlane, The Shield derrotó a McIntyre, Lashley & Corbin en un Six-man Tag Team match. Luego de eso, Ambrose se vio involucrado en el feudo de Reigns y McIntyre, siendo derrotado por McIntyre en un Falls Count Anywhere match el 11 de marzo en Raw y en un Last Man Standing match el 25 de marzo en Raw.
En el episodio del 8 de abril de Raw, Ambrose estaba programado para enfrentar a Lashley en lo que fue catalogado como la última lucha de Ambrose en la WWE. Sin embargo, la lucha nunca se llevó a cabo ya que Lashley insultó a la esposa de Ambrose, Renee Young, lo que causó una pelea entre los dos, la cual terminó con Ambrose siendo arrojado contra la mesa de comentaristas. Luego de que Raw saliera del aire, Ambrose se unió con Rollins y Reigns en el ring, donde se dirigió a los fanáticos, agradeciéndoles por su apoyo y comentando sus logros pasados, antes de celebrar con sus compañeros del equipo The Shield. Esta fue su última aparición en la compañía de acuerdo con Dave Meltzer de Wrestling Observer Newsletter, a pesar de que todavía figuraba como miembro activo de la WWE en su página web oficial. Sin embargo, la semana siguiente en Raw, Ambrose hizo otra aparición después de que el episodio salió del aire. Su última lucha contractual ocurrió el 21 de abril en un evento especial llamado The Shield's Final Chapter, donde Ambrose, Reigns y Rollins se unieron para un combate final en WWE y derrotaron al equipo de Corbin, Lashley y McIntyre. Este evento marcó oficialmente la última aparición de Ambrose con la WWE, ya que cuatro días después, el 25 de abril, su perfil en el sitio web oficial de la WWE se trasladó a la sección Alumni.
En mayo de 2019, en el podcast Talk is Jericho de Chris Jericho, Good habló sobre su salida de la WWE, aunque comenzó diciendo que estaba agradecido por su tiempo allí, y citó el logro del éxito. Decidió abandonar la WWE después de que Vince McMahon le hizo una promo en Raw, donde su personaje se inocularía de varias enfermedades por temor a contraer un virus de los fanáticos. Good sentía después de este segmento que su personaje estaba irreparablemente dañado. Good dejó la WWE citando la causa como agotamiento mental y emocional después de seis años de explicarle a McMahon cómo sus ideas para el personaje de Good eran "estúpidas". Debido al control de McMahon sobre la compañía, Good tuvo que seguir los escritos de McMahon, lo que dejó a Good descontento. Good llegó a temerle a las promos, lo que anteriormente era su parte favorita de actuar como luchador, hasta el punto de sentirse físicamente enfermo. Su experiencia fue corroborada tanto por Jericho como por varios luchadores y empleados anónimos de la WWE. En junio de 2019, Seth Rollins respondió fuera de carácter a los comentarios de Good: "... la conclusión no es que todos estén equipados para manejar los rigores de WWE y el calendario, y cómo le afecta mental y emocionalmente... al final del día, tomó su pelota y se fue a su casa, o al menos se fue a otra parte. Y creo que es un poco presuntuoso de su parte subirse a un podcast y hablar sobre la compañía que le dio esa oportunidad".

### All Elite Wrestling (2019- 2025)
El 1 de mayo, Good tuiteó un video críptico, promoviendo el regreso de Jon Moxley. El 25 de mayo, Moxley hizo su debut inesperado en All Elite Wrestling (AEW) durante el evento Double or Nothing, atacando a Chris Jericho, Kenny Omega y al árbitro después del combate en el evento principal entre Jericho y Omega. Poco después, se anunció que Moxley había firmado un contrato de varios años con la compañía. Moxley hizo su debut en el ring en AEW el 29 de junio en el evento Fyter Fest, donde derrotó a Joey Janela en un non-sanctioned match. Después del combate, Moxley fue atacado por Omega en represalia por su ataque anterior. Un combate entre los dos estaba programado para el 31 de agosto en All Out. Sin embargo, el 23 de agosto, Moxley se vio obligado a retirarse del evento después de ser diagnosticado con una infección por estafilococo MRSA en el codo, y se sometió a una cirugía para extirparlo. Posteriormente, AEW reveló a Pac como el reemplazo de Moxley en All Out. Posteriormente, el combate fue reprogramado para el 9 de noviembre en el evento Full Gear. Moxley regresó el 2 de octubre, durante el episodio inaugural de AEW Dynamite, atacando a Omega durante el evento principal.
En diciembre, Moxley comenzó una rivalidad con el Campeón Mundial de AEW Chris Jericho y su stable The Inner Circle, cuando Jericho invitó a Moxley a unirse al grupo. El 7 de enero de 2020 en Dynamite, Moxley inicialmente aceptó la propuesta y aparentemente se unió al grupo, antes de revelar que era una táctica y atacarlos momentos después. El 22 de enero en Dynamite, Moxley derrotó a PAC para convertirse en el contendiente número uno por el campeonato de Jericho en Revolution el 29 de febrero, donde venció a Jericho para ganar el Campeonato Mundial AEW, convirtiéndose en la primera persona en ser campeón tanto en AEW como en NJPW simultáneamente.
En el AEW Dynamite del 12 de mayo, derrotó a Yuji Nagata y retuvo el Campeonato Peso Pesado de los Estados Unidos de IWGP, después del combate, celebró junto a Nagata. En el Dynamite: Fyter Fest, derrotó a Karl Anderson y retuvo el Campeonato Peso Pesado de IWGP, después del combate, en backstage, fue retado por Lance Archer a un Texas Death Match II por el Campeonato Peso Pesado de IWGP, a lo cual Moxley accedio. El 26 de julio de 2022, Moxley obtuvo nuevamente el Campeonato Mundial de AEW tras derrotar a Hiroshi Tanahashi en el evento pague por visión AEWxNJPW: Forbidden Door, Moxley sería nombrado campeón interino tras la lesión del entonces campeón CM Punk ya que AEW reconocía el campeonato de Punk, el 24 de agosto en el episodio de AEW Dynamite, Moxley derrotó a CM Punk en una lucha de unificación de forma fácil, para determinar al Campeón Mundial Indiscutible de AEW durante un episodio de AEW Dynamite, así reconocido el segundo reinado de Moxley.
Luego que el Campeonato Mundial quedará vacante por una lesión de Punk, Moxley enfrentó a Bryan Danielson en AEW Grand Slam para coronar al nuevo Campeón Mundial, con el luchador ganando el combate y obteniendo así su tercer título mundial de AEW.

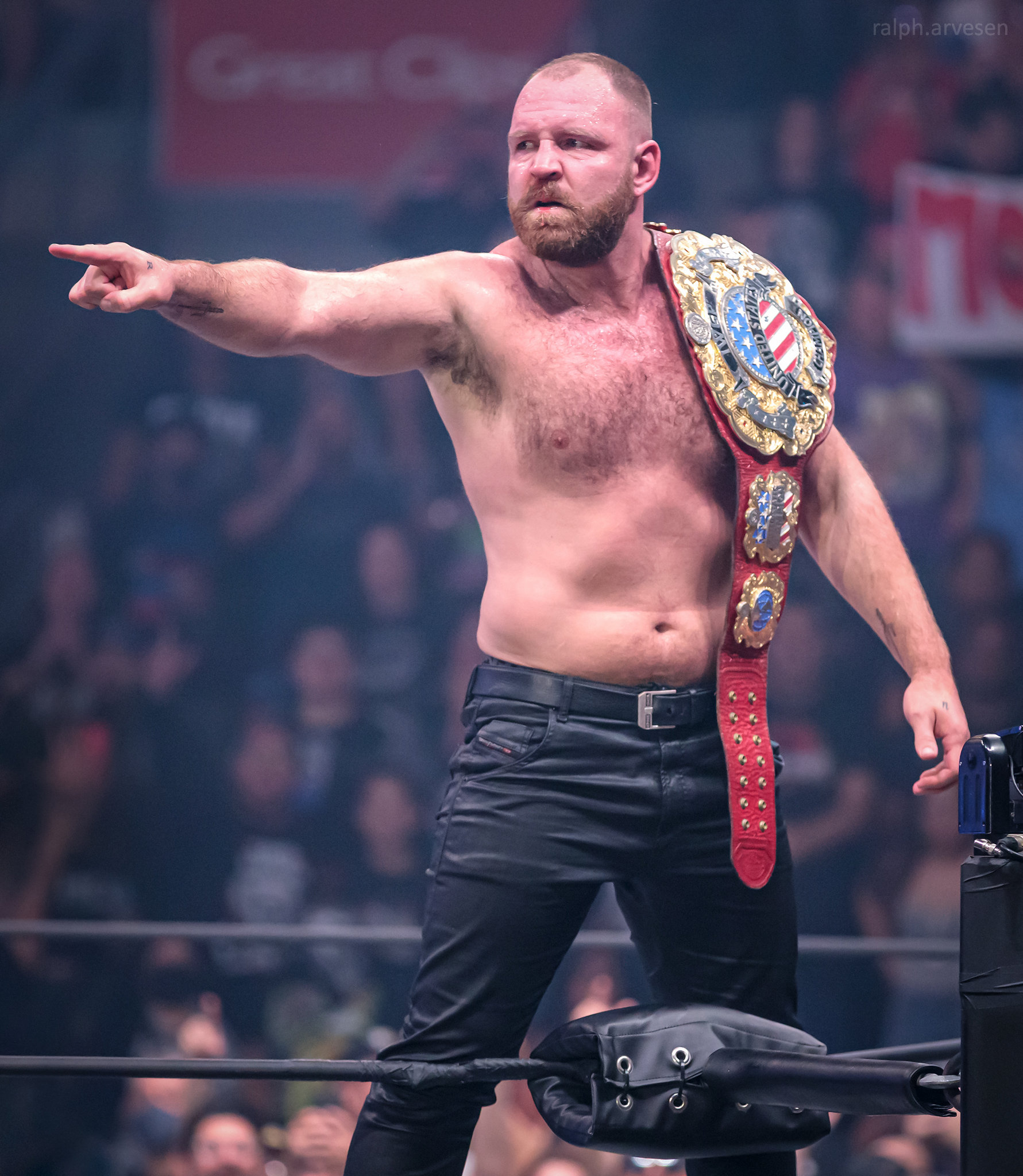
Jon Moxley Como campeón IWGP United States

### New Japan Pro-Wrestling (2019-2025)
Después de semanas de que New Japan Pro-Wrestling transmitiera videos de un hombre misterioso que tenía como blanco al Campeón de Estados Unidos de IWGP Juice Robinson, Moxley fue revelado como la identidad de aquel hombre en mayo de 2019, desafiando a Robinson a un combate por el título el 5 de junio en la última noche de Best of the Super Juniors 26. En el evento, Moxley derrotó a Robinson en su debut en el ring de NJPW para ganar el Campeonato de Estados Unidos de IWGP. El director de operaciones de AEW, Tony Khan, declaró que Moxley podría realizar apariciones independientes e internacionales durante el verano antes de que el acuerdo televisivo de AEW comenzara en otoño. Sin embargo, durante una entrevista con Nikkan Sports, Good aclaró: "no hay ningún problema en pelear en New Japan mientras pertenezco a AEW. En el futuro, siempre podré aparecer en Japón y tener combates". De acuerdo a Fightful, el contrato de Good durará hasta Wrestle Kingdom 14 en enero de 2020.
En Dominion 6.9 in Osaka-jo Hall, Moxley derrotó a Shota Umino, antes de declararse como un participante para G1 Climax 29. Después del combate, también reclamó públicamente su aprecio por Umino y declaró que estaba ansioso por asociarse con él; posteriormente, Umino se convirtió en mánager y compañero de equipo de Moxley. En el G1 Climax, Moxley, compitiendo en el bloque B, ganó sus primeros cinco combates contra Taichi, Jeff Cobb, Tomohiro Ishii, Shingo Takagi y Tetsuya Naito con una posición de 10 puntos, el más alto en el bloque B. Moxley sufrió su primera derrota en NJPW el 14 de julio cuando él y Umino fueron derrotados por Cobb y Ren Narita en una lucha por equipos, después de que Cobb cubriera a Umino. Luego de eso, Moxley perdería sus siguientes cuatro combates contra Toru Yano, Jay White, Hirooki Goto y Robinson, fracasando en su intento de avanzar a la final del torneo con una posición final de 10 puntos.
El 13 de octubre, Moxley fue despojado del Campeonato de Estados Unidos ya que no pudo luchar en una defensa titular programada debido a problemas de viaje del Typhoon Hagibis. Originalmente, estaba programado para defender el título en un No Disqualification match contra Juice Robinson en King of Pro-Wrestling; fue reemplazado por Lance Archer, quien derrotó a Robinson para ganar el título vacante. El 9 de diciembre, Moxley regresó y apareció después del último combate de Archer en el torneo World Tag League, atacando tanto a Archer como a Minoru Suzuki y desafiando a Archer a un Texas Deathmatch para el Campeonato Peso Pesado de los Estados Unidos de IWGP en Wrestle Kingdom 14.
Durante la primera noche de Wrestle Kingdom el 4 de enero de 2020, Moxley derrotó a Archer para ganar el campeonato por segunda vez. La noche siguiente, Moxley retuvo con éxito el campeonato contra Robinson. Después del combate, Suzuki lo enfrentó y lo derrotó. El 7 de enero, se organizó una lucha por el Campeonato de Estados Unidos entre Moxley y Suzuki en The New Beginning in Osaka el 9 de febrero. Se ausentó de la NJPW poco después debido a la pandemia de COVID-19.
El 1 de agosto, Moxley superó a Kenny Omega como el Campeón de Estados Unidos de la IWGP más antiguo. Moxley hizo su primera aparición para NJPW desde febrero de 2020 en Wrestle Kingdom 15 el 4 de enero de 2021, a través de una promo pregrabada. El 29 de enero de 2021 en el episodio de Strong, Moxley regresó después de una ausencia de once meses y atacó a KENTA, su próximo retador por el Campeonato de Estados Unidos, y presentó el desafío para su combate. Moxley y Kenta se enfrentarán en The New Beginning USA el 26 de febrero.

### Circuito independiente (2019-2020)
Moxley hizo su debut para Northeast Wrestling (NEW) el 14 de junio, derrotando a su compañero luchador de AEW, Darby Allin. La noche siguiente, respondió al desafío abierto de CazXL, y más tarde lo derrotaría en un combate. Moxley también haría una aparición sorpresa en el evento "Natural Born Killers" de Future Stars of Wrestling (FSW) el 6 de julio, donde lucharía contra Killer Kross en una lucha que terminó sin resultado. En julio de 2019, se anunció que Good enfrentaría a Josh Barnett el 14 de septiembre en el evento Bloodsport de Game Changer Wrestling (GCW); sin embargo, el combate fue cancelado más tarde debido a la misma infección MRSA que obligó a Moxley a retirarse del evento All Out de AEW. El 16 de agosto, Moxley derrotó a Pentagón Jr. en el evento "Prison Break" de NEW.
En GCW Homecoming parte 1, derrotó a Effy reteniendo el Campeonato Mundial de GCW.

## Personaje en la lucha libre profesional

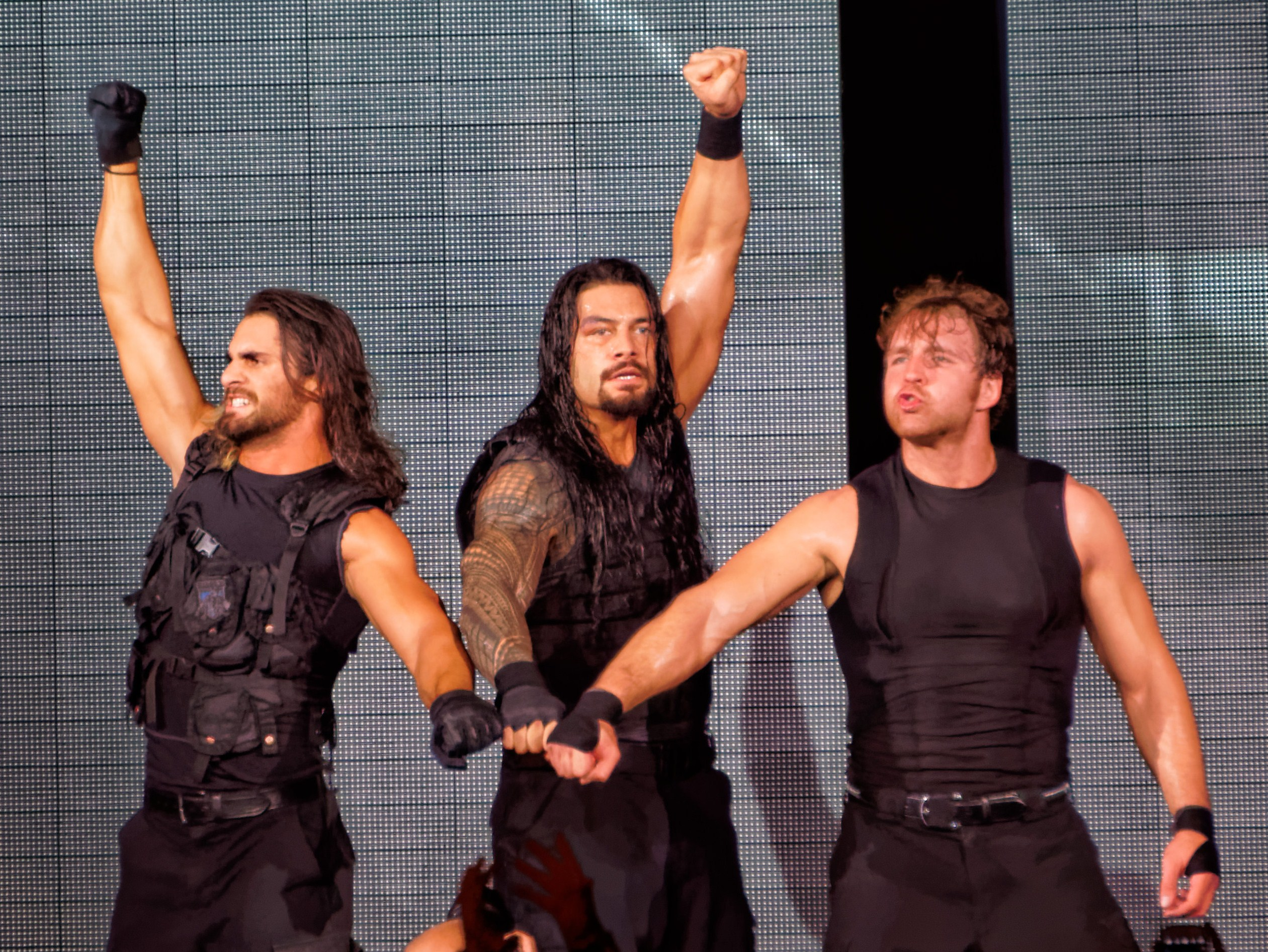
La primera agrupación a la que Moxley perteneció fue The Shield (de izquierda a derecha: Seth Rollings, Roman Reigns, y Moxley, entonces Dean Ambrose).

La carrera de Moxley en la WWE lo vio caracterizado como inestable e impredecible. Conocido como "The Lunatic Fringe" desde su época en The Shield (tomando el apodo de la estación de radio de Cincinnati WEBN, que recibió el sobrenombre de la canción de 1981), su gimmick es retratado como un comodín. El gimmick de Ambrose se ha comparado con los de los miembros del Salón de la Fama de la WWE Roddy Piper y Stone Cold Steve Austin, haciendo una comparación con la representación de Brian Pillman y Heath Ledger de The Joker. A pesar de las expectativas de que Ambrose se convertiría en uno de los siguientes villanos superiores de la WWE incluso después de que The Shield se convirtiera en un grupo favorito de los fanes, la carrera de Ambrose como un personaje heroico ganó popularidad, con él vitoreando a su compañero babyface (personaje heroico) Roman Reigns cuando se enfrentaron en tres combates por el Campeonato Mundial Peso Pesado de la WWE (Payback y Survivor Series en 2015 y Fastlane en 2016). La popularidad de Ambrose sobre Reigns ha sido especialmente reflexiva en el circuito de eventos en vivo, donde Ambrose estaba dibujando mejor en el circuito "B" de la WWE (generalmente en mercados más pequeños) que Reigns como campeón en el circuito "A". Ambrose fue votado como el "luchador más popular del año" por Pro Wrestling Illustrated en 2014 y 2015.

## Otros medios

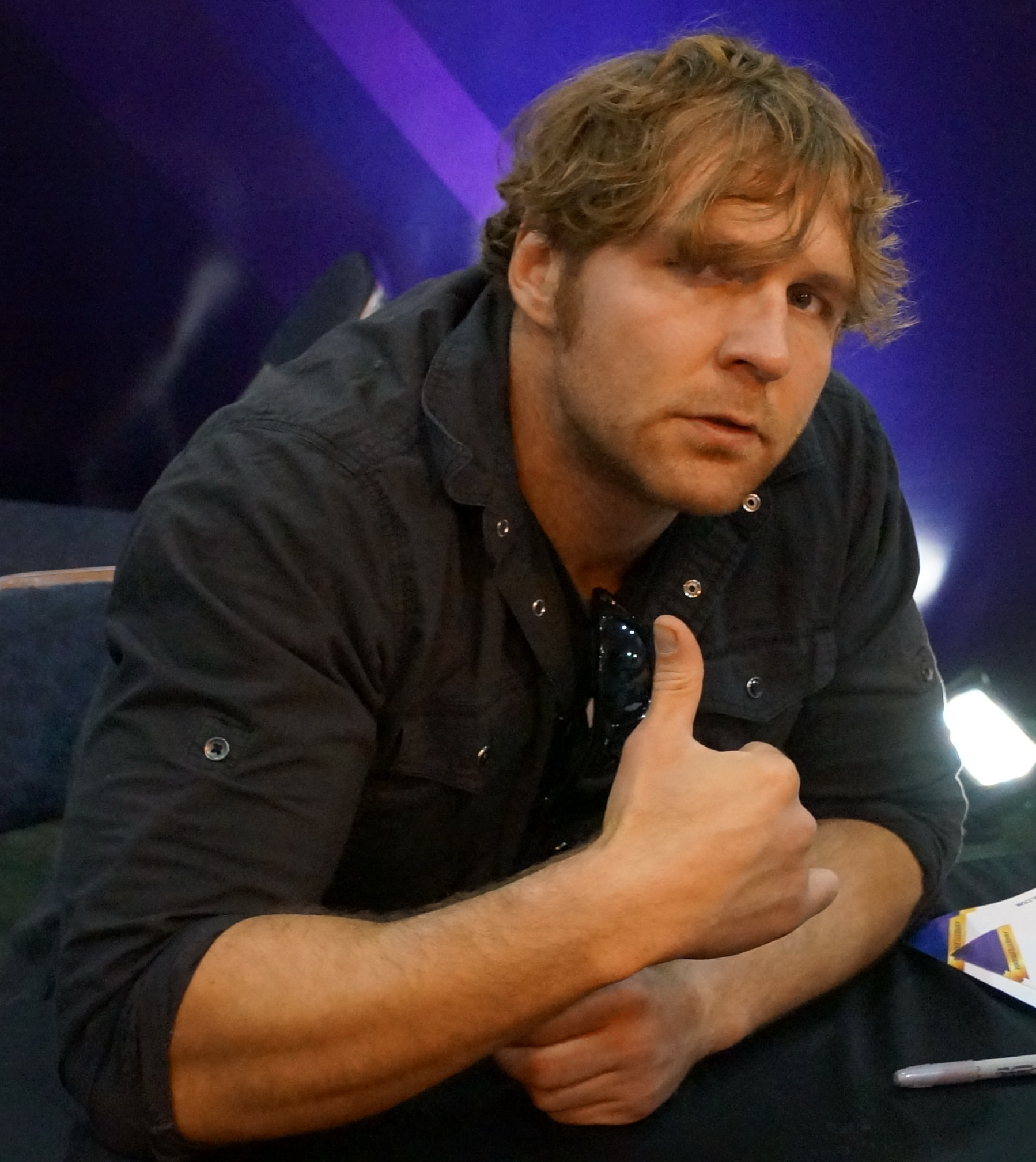
Good en WWE Axxess en 2014.

Good hizo su debut en los videojuegos en WWE 2K14 y desde entonces ha aparecido como un personaje jugable en WWE 2K15, WWE 2K16, WWE 2K17, WWE 2K18, WWE 2K19 y AEW Fight Forever.
En agosto de 2014, Good fue integrado al set películas de Lionsgate de WWE Studios en la producción de 12 Rounds 3: Lockdown. La película fue estrenada el 11 de septiembre de 2015.

### Filmografía

#### Películas
| Año  | Título                      | Rol         | Notas |
| ---- | --------------------------- | ----------- | ----- |
| 2015 | 12 Rounds 3: Lockdown       | John Shaw   |       |
| 2016 | Countdown                   | Él mismo    |       |
| 2020 | Cagefighter: Worlds Collide | Randy Stone |       |

#### Televisión
| Año             | Título      | Rol      | Notas                                                          |
| --------------- | ----------- | -------- | -------------------------------------------------------------- |
| 2014, 2016–2017 | Total Divas | Él mismo | Invitado (season 2, 5 and 7) Recurrente(season 6): 11 episodes |

## Vida personal
Good reside en Cincinnati, Ohio. Es un ávido admirador de los Cincinnati Bengals y los Cincinnati Reds de su ciudad natal. Es conocido como una persona privada y no utiliza las redes sociales, afirmando en 2014: "no siento la necesidad de abrirme a la opinión de todos en el mundo con un teléfono o una computadora. Simplemente no entiendo eso, estar conectado con todos en un nivel tan superficial como ese. No es realmente para mí". Sin embargo, después de su salida de WWE, se ha visto más activo en su cuenta de Twitter.
Good comenzó a salir con la entrevistadora de la WWE Renee Paquette, en 2013. Se casaron el 9 de abril de 2017. En noviembre de 2020, Good anuncia que el junto con su esposa Renee Paquette, esperan a su primer hijo y el 15 de junio del 2021, Good y Paquette dieron la bienvenida a su hija Nora Paquette-Good.
El 3 de noviembre del 2021, de forma sorpresiva ingresó a un centro para tratar sus problemas de alcoholismo, en el cual estará por un tiempo indeterminado fuera de los cuadriláteros. Luego del anuncio, Good ha recibido el respaldo de sus compañeros de profesión, directivos de la AEW y de sus excompañeros de la WWE a través de las redes sociales.

## Campeonatos y logros
- All Elite Wrestling/AEW
  - AEW World Championship (4 veces)[358]

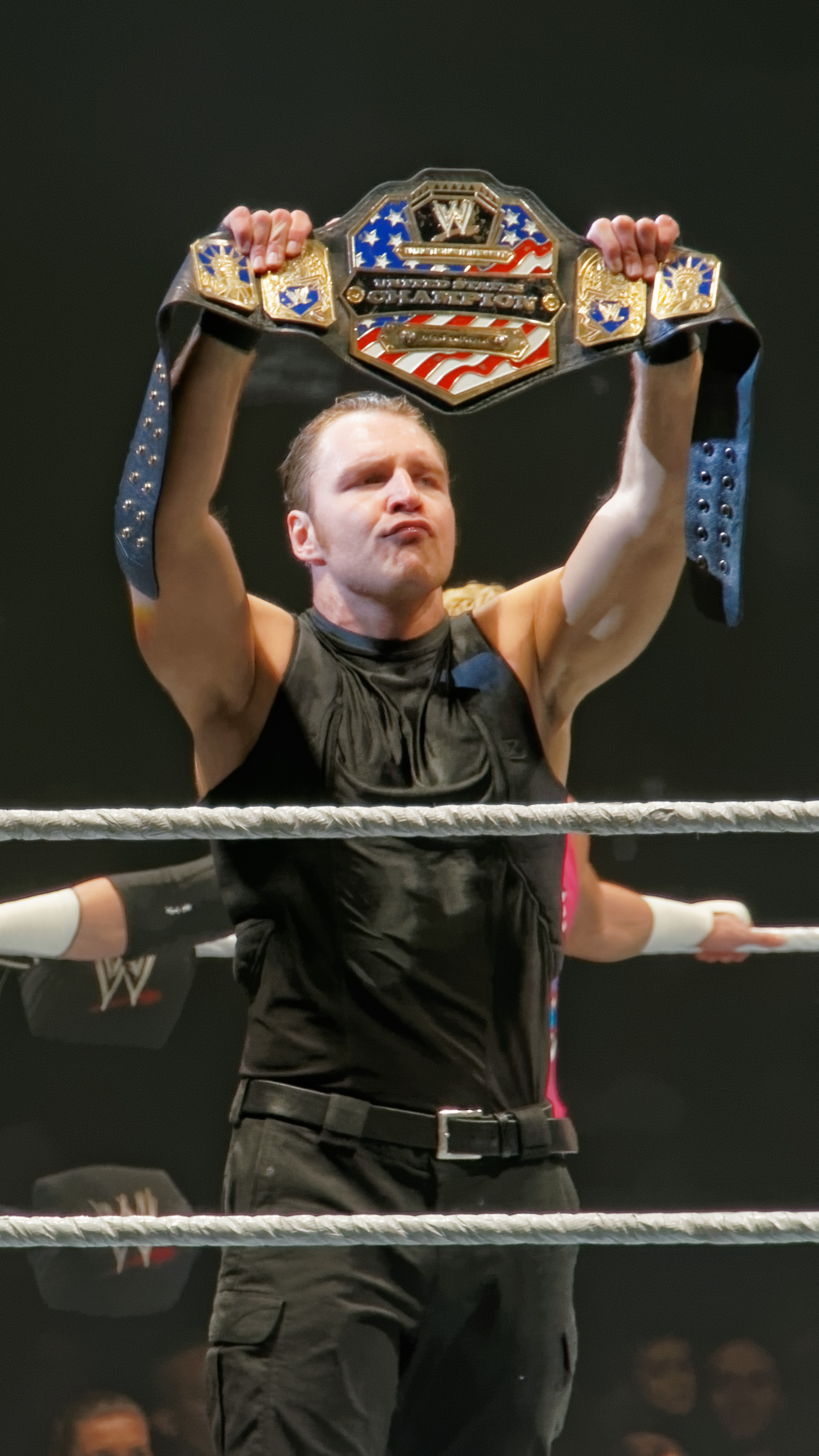
Good como Campeón de los Estados Unidos de la WWE.

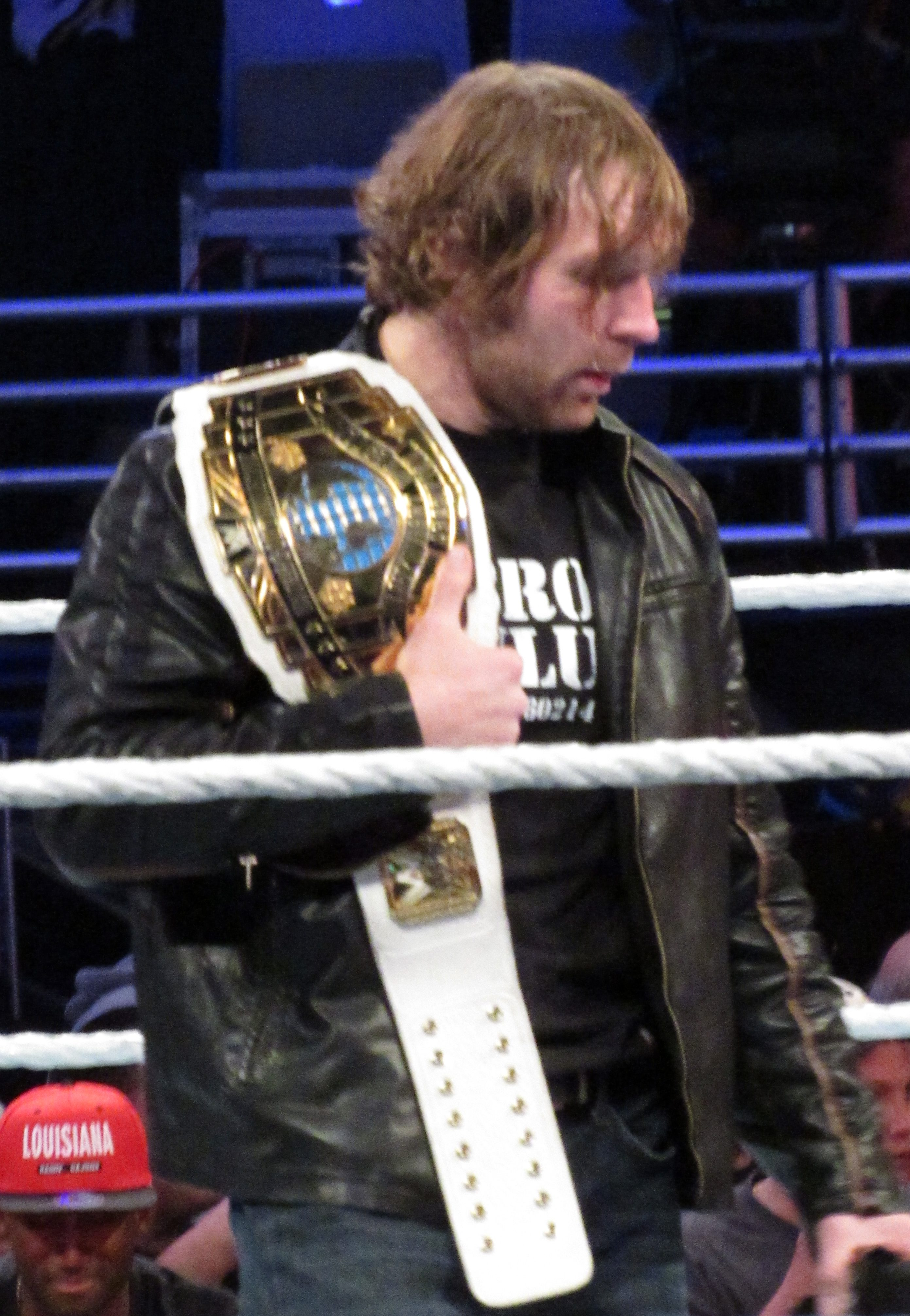
Good como Campeón Intercontinental de la WWE.

  - AEW International Championship (1 vez)
  - AEW World Championship #1 Contender Tournament (2020)
  - AEW Interim World Championship Eliminator Series (2022)
  - AEW Grand Slam Tournament of Champions (2022)
- Combat Zone Wrestling/CZW
  - CZW World Heavyweight Championship (2 veces)
- Full Impact Pro/FIP
  - FIP World Heavyweight Championship (1 vez)
- Game Changer Wrestling/GCW
  - GCW World Championship (1 vez)
- New Japan Pro-Wrestling/NJPW
  - IWGP World Heavyweight Championship (1 vez)
  - IWGP United States Heavyweight Championship (2 veces)
- World Wrestling Entertainment/WWE
  - WWE World Heavyweight Championship (1 vez)
  - WWE Intercontinental Championship (3 veces)
  - WWE United States Championship (1 vez)
  - Raw Tag Team Championship (2 veces) – con Seth Rollins
  - Money in the Bank (2016)
  - Triple Crown Championship (vigesimoseptimo)
  - Grand Slam Championship (decimosexto)
  - Slammy Award (5 veces)[359]
    - Breakout Star of the Year (2013, 2014) – 2013 award shared con The Shield[360][361]
    - Faction of the Year (2013, 2014) – con The Shield[361]
    - Trending Now (Hashtag) of the Year (2013) – #BelieveInTheShield, con The Shield[360]

  - WWE Year–End Award (2 veces)
    - Best Reunion (2018) – as part of The Shield[362]
    - Return of the Year (2018)[362]
- Pro Wrestling Illustrated
  - Luchador del año (2020)
  - Feudo del año (2014) vs. Seth Rollins.
  - Luchador más popular del año (2014)
  - Luchador más popular del año (2015)
  - Luchador más popular del año (2022)
  - Luchador más inspirador del año (2022)
  - Clasificado en el puesto n.º 447 en los PWI 500 de 2006[363]
  - Clasificado en el puesto n.º 371 en los PWI 500 de 2007[364]
  - Clasificado en el puesto n.º 471 en los PWI 500 de 2009[365]
  - Clasificado en el puesto n.º 103 en los PWI 500 de 2010[366]
  - Clasificado en el puesto n.º 102 en los PWI 500 de 2011[367]
  - Clasificado en el puesto n.º 254 en los PWI 500 de 2012[368]
  - Clasificado en el puesto n.º 26 en los PWI 500 de 2013[369]
  - Clasificado en el puesto n.º 18 en los PWI 500 de 2014[370]
  - Clasificado en el puesto n.º 13 en los PWI 500 de 2015[371]
  - Clasificado en el puesto n.º 9 en los PWI 500 de 2016[372]
  - Clasificado en el puesto n.º 8 en los PWI 500 de 2017[373]
  - Clasificado en el puesto n.º 106 en los PWI 500 de 2018[374]
  - Clasificado en el puesto n.º 20 en los PWI 500 de 2019[375]
  - Clasificado en el puesto n.º 1 en los PWI 500 de 2020[376]
  - Clasificado en el puesto n.º 6 en los PWI 500 de 2021[377]
  - Clasificado en el puesto n.º 12 en los PWI 500 de 2022[378]
  - Clasificado en el puesto n.º 3 en los PWI 500 de 2023[379]
  - Clasificado en el puesto n.º 8 en los PWI 500 de 2024[380]

- Wrestling Observer Newsletter
  - WON Luchador del año (2020)
  - WON Luchador del año (2022)
  - WON Estados Unidos/Canadá MVP (2020)
  - WON Estados Unidos/Canadá MVP (2022)
  - WON Rivalidad del año (2020) vs. Eddie Kingston
  - WON Mejor luchador violento (2020-2023)
  - Lucha de 5 estrellas (2019) vs. Tomohiro Ishii en G1 Climax 2019 – Day 6 el 19 de julio
  - Lucha de 5 estrellas (2022) con Bryan Danielson, Eddie Kingston, Santana & Ortiz vs. The Jericho Appreciation Society (Chris Jericho, Jake Hager, Daniel Garcia, Matt Menard & Angelo Parker) en Double or Nothing el 29 de mayo
  - Lucha de 5 estrellas (2023) vs. "Hangman" Adam Page en Revolution el 5 de marzo
  - Lucha 5 estrellas (2023) con Bryan Danielson, Claudio Castagnoli & Wheeler Yuta vs. The Elite (Kenny Omega, "Hangman" Adam Page, Matt Jackson & Nick Jackson) en Double or Nothing el 28 de mayo
  - Lucha 5 estrellas (2023) con Claudio Castagnoli, Shota Umino vs. CHAOS (Kazuchika Okada & Tomohiro Ishii) & Hiroshi Tanahashi en Dominion 6.4 el 9 de junio
  - Lucha 5 estrellas (2025) Death Riders & The Young Bucks vs Swerve Strickland, Kenny Omega, The Opps (Samoa Joe, Powerhouse Hobbs & Katsuyori Shibata) Willow Nightingale en Double or Nothing (2025) el 25 de mayo
  - Lucha 5½ estrellas (2025) vs. Hangman" Adam Page en All in Texas el 12 de julio